# Histoire de l'équipe de France de football
L'histoire de l'équipe de France de football est marquée par sa double victoire de la coupe du monde, à domicile en 1998 et en Russie en 2018, et à ce titre constitue une des plus importantes équipes du football international.
La France a le cinquième plus beau palmarès de la coupe du monde avec deux  victoires et quatre podiums (deux fois deuxième et deux fois troisième - derrière le Brésil, l’Allemagne, l’Italie et l’Argentine, mais devant l’Uruguay, l’Angleterre et l’Espagne). Elle est la troisième nation européenne dans la hiérarchie et l'histoire de cette compétition derrière l'Allemagne et l'Italie.

## LesBleusde 1904 à aujourd'hui

### La genèse

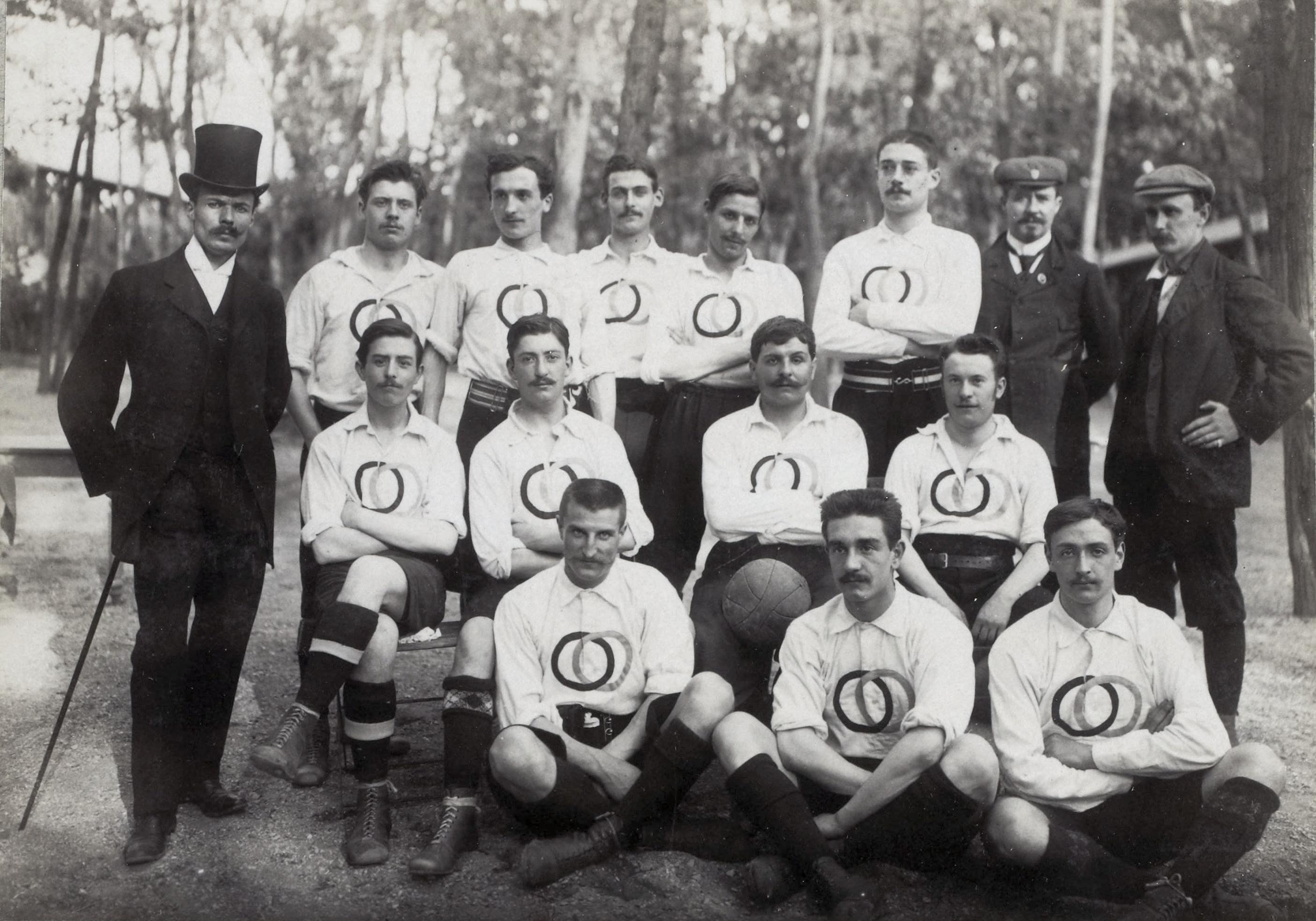
L'équipe de France USFSA des JO de 1900.

La création de l'équipe de France de football est liée à la fondation de la Fédération internationale de football association (FIFA) en 1904. Désormais, les matches internationaux se disputent sous l’autorité de cette fédération internationale. Pourtant avant son premier match officiel en 1904, des matchs de sélections françaises ont lieu dès la fin du XIXe siècle. La plupart des matchs se déroule sous l'égide de l'Union des sociétés françaises de sports athlétiques (USFSA). Notons ainsi les cinq matches internationaux disputés par la sélection USFSA face à la Belgique et l’Angleterre amateurs entre 1900 et 1904 avec une victoire française en 1900 contre la Belgique (6-2) et quatre défaites contre l’Angleterre amateurs. Lors du tournoi de football des Jeux olympiques d'été de 1900, une sélection USFSA est constituée avec des joueurs du Club français. Cette sélection obtient la médaille d'argent. Notons que ces matches des sélections françaises disputés entre 1895 (sélection de Paris ; joueurs britanniques résidant à Paris principalement) et 1904 ne sont pas pris en compte. D’autres fédérations n’ont pas suivi cet exemple, et considèrent leurs matches internationaux datant d’avant 1904 comme d’authentiques matches internationaux.

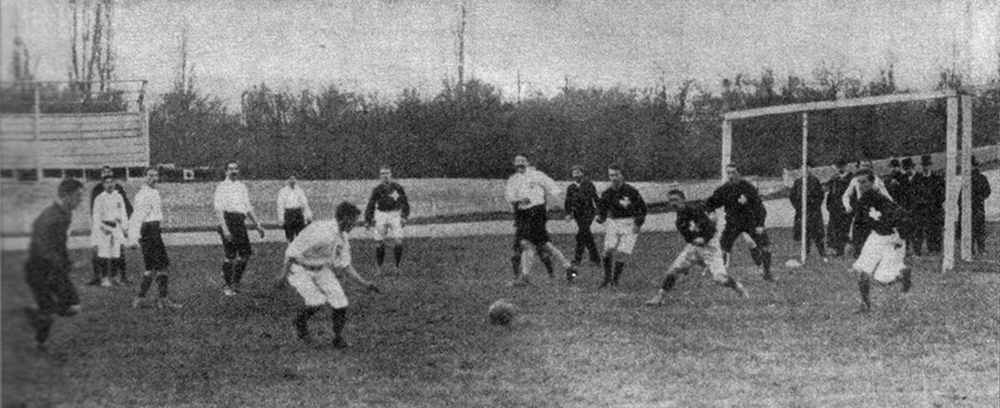
Le match France-Suisse en 1905 au Parc des Princes, est le deuxième match de l'histoire de l'équipe de France.

L’équipe de France de football démarre donc son histoire officielle le 1er mai 1904 par un honorable match nul en Belgique (3-3). Les trois premiers buteurs français se nommaient Louis Mesnier, Marius Royet et Gaston Cyprès. La France dispute cette année-là, un second match non officiel face à l'Union Saint-Gilloise défaite 3-1, le 27 mai 1904. En 1905, la France dispute son premier match à domicile face à la Suisse. La France remporte à cette occasion la première victoire de son histoire. Les années qui suivirent furent peu glorieuses avec notamment deux cinglants revers contre le Danemark subi à trois jours d’intervalle (0-9 puis 1-17) lors des Jeux olympiques de Londres. Exclue de la FIFA le 7 juin 1908, l'USFSA est toutefois encore chargée des sélections olympiques de l'été 1908. Malgré cette position affaiblie, elle délègue deux équipes de France A et B pour représenter la France à Londres. Le règlement autorisait cette double sélection, mais la France était la seule à utiliser cette étrange possibilité. De plus, de nombreux forfaits furent enregistrés dans les rangs des joueurs de l'USFSA, et nombre des 44 joueurs français sélectionnés arrivèrent le matin même du match sur le lieu de compétition après un long voyage en train et bateau. C'est une véritable pantalonnade et ces deux rencontres olympiques furent rétroactivement comptabilisées comme matchs officiels de l'équipe de France A (matchs no 11 et 12). À partir du match contre la Belgique du 9 mai 1908, c'est le Comité français interfédéral (CFI) qui procède aux sélections en tant que seule fédération reconnue par la FIFA.
En effet, en 1907 avait été fondé l’Amateur Football Association, en Angleterre, par les clubs universitaires, afin de protéger l’amateurisme des progrès du professionnalisme. L’USFSA sympathisa avec l’AFA, et fit pression pour l’UEFA acceptât son adhésion. Cependant, l’UEFA n’acceptait de reconnaître qu’une fédération par pays, et par conséquent, comme la FA était déjà membre, refusa de reconnaître l’AFA, ce qui provoqua le départ de l’USFSA. Ainsi, la France était désormais représenté par le Comité Français Interfédéral pour la Propagande des Sports, fondé le 23 mars 1907, provisoirement à partir de décembre 1908, puis définitivement en mai 1910. Aussi, les matches entre les sélections USFSA et AFA, à Paris le 18 mars 1909 (victoire anglaise 8-0) et à Ipswich, le 12 mars 1910 ne peuvent être considérés comme officielles : la dernière rencontre consista en la plus lourde d’une équipe de France de football, puisque les amateurs de l’USFSA furent battus, pour ne pas dire hachés menu, par leurs homologues anglais, 20 buts à zéro ! À cette occasion, l’attaquant Samuel Hulme, de l’université de Cambridge, scora à 11 reprises. Le CFI ne parvint pas à se mettre d'accord avec l'USFSA, membre fondateur du Comité international olympique (CIO), pour présenter une équipe de France aux JO de 1912. Un accord fut cherché jusqu'au dernier moment, puis en juin 1912, la France fut contrainte de déclarer forfait.

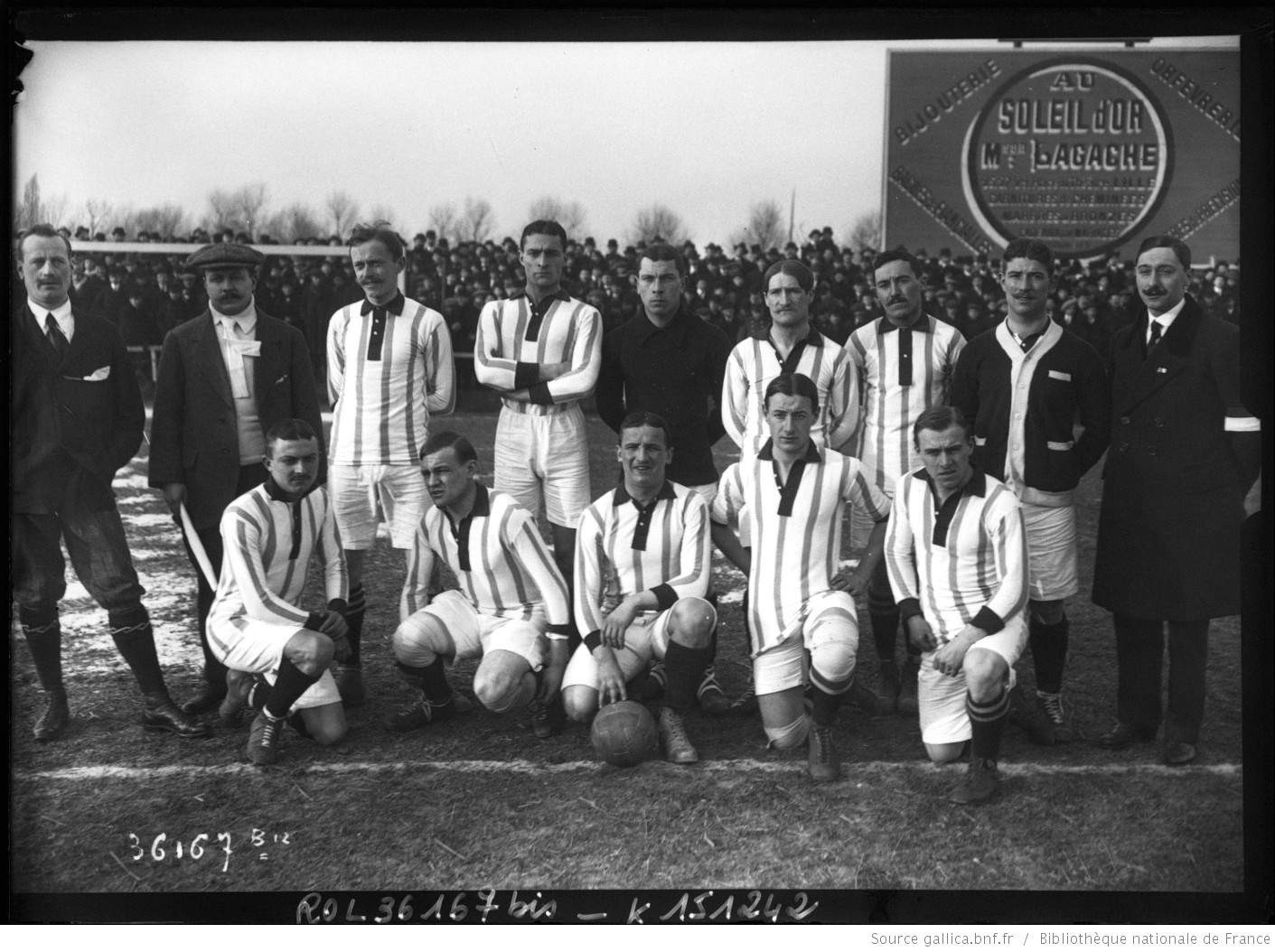
L'équipe de France en janvier 1914.

Malgré ces conflits entre les différentes fédérations qui coexistent dans l’hexagone rendant impossible la sélection des onze meilleurs joueurs du pays, quelques belles performances sont à signaler. La victoire en Italie en 1912 (3-4) notamment.
La Première Guerre mondiale interrompt les activités de l'équipe de France et provoque la mort de 17 de ses internationaux : Marius Royet (Union Sportive Parisienne), Raymond Gigot (Club Français Paris), André François (Racing Club de Roubaix), André Puget (Racing Club de Paris), Albert Jenicot (Racing Club de Roubaix), René Fenouillère (Red Star Amical Club de Paris), Pol Gaston Morel (Red Star Amical Club de Paris), Francis Vial (Club Athlétique de Vitry), Charles Dujardin (Union Sportive Tourquennoise), Émile Dusart (Racing Club de Roubaix), René Camard (Association Sportive Française), Julien Denis (Racing Club de Calais), Charles Géronimi (AF Garenne Colombes Paris), Ernest Guéguen (Union Sportive Servannaise et Malouine Saint-Malo), Jean Loubière (Gallia Club de Paris), Pierre Six (Olympique Lillois) et Julien Verbrugge (Association Sportive Française). Le gardien de but Zacharie Baton (Olympique Lillois) est quant à lui mutilé après avoir perdu une jambe en 1915.
La première victoire face aux Anglais (2-1) en 1921 marque les débuts réels d’une équipe de France sélectionnant désormais les meilleurs joueurs du pays à la suite de la création de la FFF en 1919. L’USFSA rejoint finalement la FFF en 1921, et les Bleus sont bien désormais l’équipe de France et plus seulement une sélection de joueurs évoluant dans telle ou telle fédération.
En 1923 l'équipe de France connaît une année noire avec six défaites en six matchs dont un 8-1 à Amsterdam face aux Pays-Bas. Afin de stopper l'hémorragie en vue des Jeux olympiques d'été de 1924 que la France organise, un entraîneur britannique, Charles Griffiths est engagé. Malgré des débuts prometteurs avec une victoire face à la Belgique le 13 janvier 1924, la France s'incline ensuite face à la Suisse au mois de mars. Griffiths est vivement critiqué pour sélectionner des joueurs évoluant en province. Pourtant cette année-là, la finale Coupe de France de football est remportée pour la première fois par un club de la province : l'Olympique de Marseille face à un autre club provincial, le FC Cette. Pour préparer le tournoi la France se mesure à l'Angleterre et au club anglais de West Ham. Après une défaite face au onze anglais, la victoire sur les hammers redonne de l'allant aux français. À la suite du tirage au sort du tournoi de football des JO, la France est exemptée du tour préliminaire et entame la compétition directement en huitième de finale. Le 27 mai 1924, les Tricolores battent la Lettonie largement (7-0) et se qualifie pour les quarts de finale. Ils y affrontent l'Uruguay l'un des favoris du tournoi. La France s'incline cinq buts à un et est éliminée.

### Les années 1930
En juillet 1930, la France participe à la première Coupe du monde et y fait bonne figure (Lucien Laurent inscrit d'ailleurs le tout premier but de l'histoire de la coupe du monde contre le Mexique) malgré une poule relevée avec l’Argentine (finaliste des JO de 1928) mais ne parvient pas à passer le premier tour : victoire 4-1 contre le Mexique mais défaites 0-1 contre l'Argentine et le Chili.

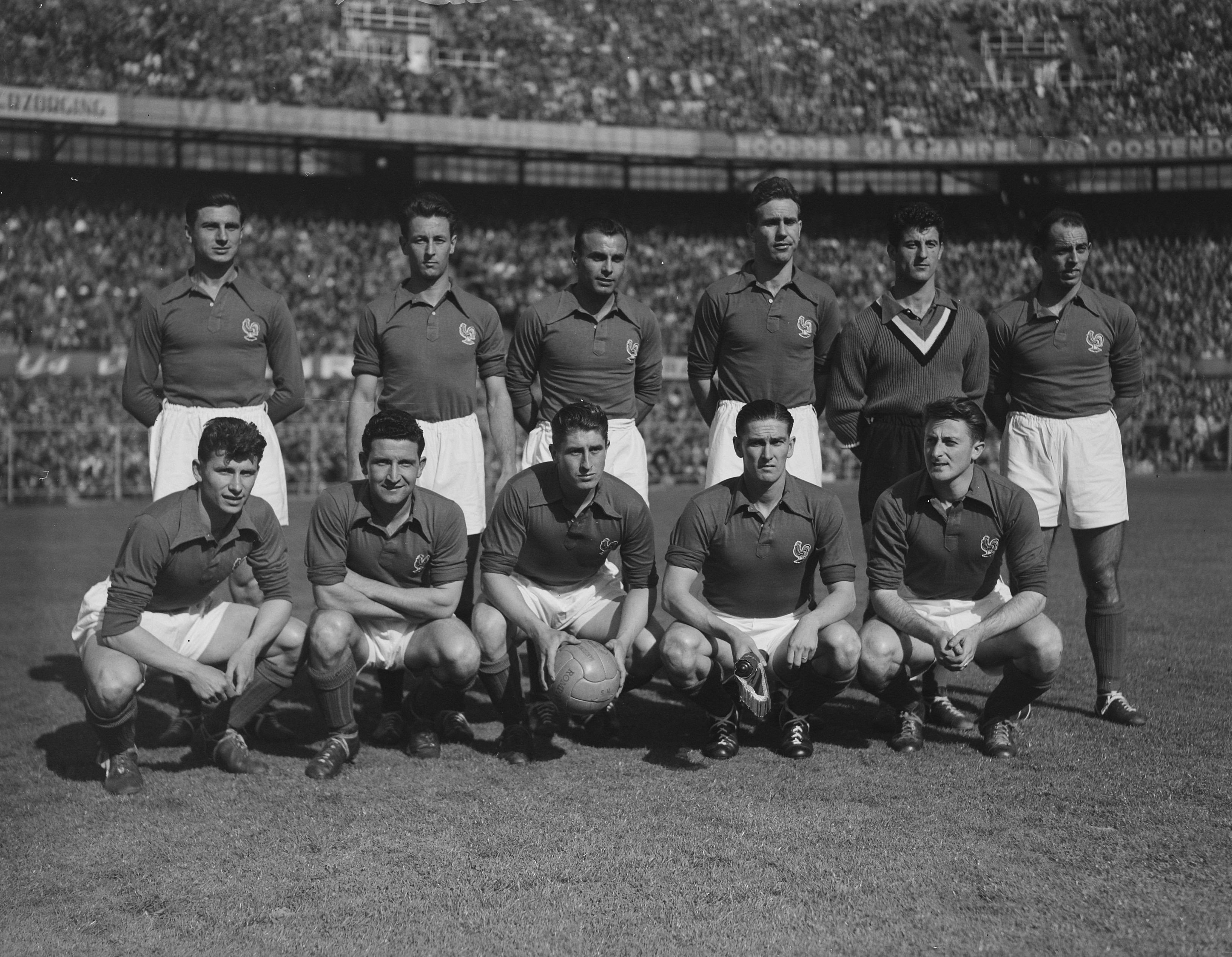
Les Bleus face aux Pays-Bas en 1949.

En 1931, c’est l’Allemagne qui s’incline 1-0 face aux Bleus, puis l’Angleterre sombre corps et biens (5-2) le 14 mai face à une équipe de France survoltée. En juin 1932, l'équipe de France effectue une tournée dans les Balkans. Elle y affronte la Yougoslavie le 5 juin (défaite 2-1), la Bulgarie le 9 juin (victoire 5-3 avec un quadruplé de Jean Sécember) et enfin la Roumanie le 12 juin (défaite 6-3). Citons également le match gagné en Hollande (4-5) en 1934. Pour ce match de préparation en vue de la Coupe du monde 1934, seuls trois joueurs français (Mattler, Liétaer et Alcazar) évoluent en Division 1. Les huit autres joueurs évoluent en Division 2 Nord : Alexis Thépot, Jacques Mairesse, Alfred Aston au Red Star ; Jean Nicolas, Roger Rio à Rouen ; Jules Cottenier, Georges Verriest au RC Roubaix ; et Fritz Keller à Strasbourg. Thépot, Mairesse, Aston, Nicolas, Rio, Verriest et Keller seront même sélectionnés pour la Coupe du monde de football 1934 en Italie. Lors de cette Coupe du monde, la France est opposée lors du premier tour à l'Autriche, qui fait partie des favoris. Le 27 mai 1934, la France s'incline seulement trois buts à deux après prolongation. À leur retour à Paris, le 30 mai 1934, les joueurs Français sont accueillis en héros par une foule de quatre mille personnes venues leur rendre hommage,.
Le premier joueur noir sélectionné en équipe de France de football (Raoul Diagne) fêta sa première cape dès 1931. Il évoluera 18 fois chez les Bleus avant la Seconde Guerre mondiale. Le premier joueur d'origine nord-africaine sélectionné chez les Bleus fut le Marocain Larbi Ben Barek. Larbi détient toujours le record de longévité en équipe de France de football : 15 ans et 10 mois de 1938 à 1954. Raoul Diagne et Larbi Ben Barek disputent ensemble un fameux match en Italie le 4 décembre 1938 face aux champions du monde en titre.L'équipe de France « black, blanc, beur » naît de fait ce soir-là. Lors de la coupe du monde 1938 en France, les Bleus font bonne figure mais se retrouvent contre l'ogre italien en quart de finale. À Colombes, devant 60 000 spectateurs, les Bleus sont défaits 3-1 en encaissant notamment un doublé du joueur italien Piola.

### La génération dorée des années 1950
Après la guerre, les Bleus signent quelques brillants résultats comme une victoire 0-4 en Tchécoslovaquie en 1948 ou un match nul 2-2 en 1951 contre l’Angleterre à Highbury. Il s’en faut de très peu que l'équipe de France des Vignal, Jonquet, Baratte et Flamion soit la première équipe du continent à battre les Anglais sur leurs terres ; les Hongrois réalisent cet exploit deux ans plus tard.
La génération dorée des Fontaine, Kopa, Piantoni, Vincent, Penverne, Wisnieski, Jonquet, Cisowski s'inscrit directement dans la suite de cette équipe de 1951. La France devient alors l’une des toutes meilleures équipes nationales, mais elle rate sa coupe du monde en 1954 (défaite 0-1 contre la Yougoslavie et succès 3-2 insuffisant contre le Mexique) à la suite d'une phase de préparation bâclée.
À la Coupe du monde 1958 disputée en Suède, l'équipe de France connaît son apogée, en atteignant la troisième place du tournoi. Just Fontaine marque 13 des 23 buts de l'équipe française, en laquelle personne ne croyait[réf. nécessaire] : cela commence le 8 juin par une victoire 7-3 (alors qu'elle était menée 2-3) contre le Paraguay. Le 11 juin, les Bleus perdent de peu 2-3 contre la Yougoslavie mais obtiennent la première place du groupe 2 après une victoire 2-1 contre l'Écosse. En quarts de finale, les Bleus ne font qu'une bouchée de l'Irlande du Nord 4-0. En demi-finale, disputée le 24 juin à Stockholm, la France affronte le Brésil de Pelé, et s'incline 2-5, handicapée par la blessure du défenseur central Jonquet. Elle termine toutefois sur le podium grâce à un succès 6-3 sur la République fédérale d'Allemagne (avec notamment un quadruplé de Fontaine). La France termine meilleure attaque de la compétition.
Après la Coupe du monde la France prend part en octobre 1958 aux huitièmes de finale de la nouvelle « Coupe d'Europe des nations ». Elle élimine la Grèce (victoire 7-1 en France, match nul 1-1 en Grèce) puis se défait de l'Autriche en quart de finale (victoire 5-2 en France et victoire 4-2 en Autriche). La France est choisie pour organiser la phase finale qui regroupe les quatre dernières équipes encore en lice. La France est privée de plusieurs titulaires de la Coupe du monde 1958 : Kopa, Piantoni, Fontaine, Remetter et Kaelbel. Le 6 juillet 1960, la France affronte la Yougoslavie dans un Parc des Princes dégarnis (26 370 spectateurs). La France s'incline cinq buts à quatre alors qu'elle menait quatre buts à deux à quinze minutes de la fin. Le 9 juillet 1960, la France dispute à Marseille la petite finale face à la Tchécoslovaquie. Dans un stade Vélodrome vide (9 438 spectateurs), la France s'incline deux buts à zéro. 
Après l'Euro la France bat la Finlande dans le cadre des éliminatoires de la Coupe du monde 1962 puis concède un match nul en Pologne avant de s'incliner lourdement en Suisse (6-2). À la suite de cette défaite deux membres du comité de sélection, Alex Thépot et Jean Gautheroux démissionnent. Le troisième membre, Georges Verriest est le seul membre du comité de sélection.

### Années 1960 et 1970: Une Équipe de France à l'agonie
La France connaît nombre de désillusions au cours des années 1960. Elle ne parvient pas à se qualifier pour la Coupe du monde de football de 1962. Placée dans le groupe 2 des éliminatoires, elle termine à égalité de points avec la Bulgarie à la première place. Un match de barrage est disputé à Milan en Italie. La France s'incline un but à zéro sur un but contre son camp d'André Lerond. 
Après avoir éliminé successivement l'Angleterre (1-1 puis 5-2) puis la Bulgarie (0-1, 3-1), l'équipe de France échoue au stade des quarts de finale de l'Euro 1964, battue par la Hongrie (1-3, 1-2).
Qualifiée pour la Coupe du monde 1966, la France tombe dans un groupe relevé et ne parvient pas à franchir le premier tour, malgré un effectif de premier plan ([Qui ?]) : match nul 1-1 contre le Mexique, défaites 2-1 contre l'Uruguay et 2-0 contre l'Angleterre, futur champion du monde.
L'Euro 1968 s'avère également décevant : la France, pourtant victorieuse de son groupe comprenant la Belgique, la Pologne et le Luxembourg, est arrêtée en quarts de finale par la Yougoslavie (1-1 au Vélodrome, 5-1 à Belgrade).
La France touche le fond quand elle est défaite à domicile 1-0 par les amateurs norvégiens le 6 novembre 1968 en match qualificatif pour la Coupe du monde 1970 et qu'elle sombre 5-0 face à l'Angleterre (triplé de Geoffrey Hurst) le 12 mars 1969 à Wembley. Elle ne se qualifie pas aux coupes du monde de 1970 (éliminé par la Suède) et 1974 (éliminé par l'Union soviétique).

### Le renouveau
Sous la houlette de Georges Boulogne, la France du football se reconstruit, en mettant en place une politique centrée sur la formation, dont l’équipe de France profite par ricochet. Stefan Kovacs poursuit sur cette voie en donnant leur chance à de très nombreux jeunes joueurs. Les résultats ne sont pas vraiment encore au rendez-vous, mais la mentalité, le physique et l’approche tactique des joueurs français changent.
Le réveil de l’équipe de France sonne en 1977 avec la qualification pour le Mondial argentin au terme d'une victoire décisive 3-1 contre la Bulgarie, obtenue par la génération montante du football français dont les leaders sont Platini, Rocheteau, Trésor, Bossis, Bathenay ou encore Six. L'équipe de France obtient de bons résultats durant les matchs de préparation: 2-2 à Naples contre l'Italie, futur adversaire, victoires 2-0 contre le Portugal, 1-0 contre le Brésil, 2-1 contre l'Iran puis 2-0 contre la Tunisie.
En Argentine, les Français payent leur manque d’expérience du plus haut niveau par une élimination dès le premier tour. Tombés dans un groupe particulièrement relevé, les Français font pourtant bonne figure en ne concédant que de courtes défaites face à deux des favoris de la compétition, que sont l’Italie (1-2 malgré l’ouverture du score par Bernard Lacombe dès la première minute de jeu) et l’Argentine (1-2 dont un penalty très litigieux sifflé à l’encontre de Marius Trésor). Pour l’honneur, les Français viennent facilement à bout de la Hongrie (3-1) grâce à Lopez, Berdoll et Rocheteau, dans leur dernier match. Ce jour-là, à Mar del Plata, les Bleus arborent de curieux maillots rayés blanc et vert, conséquence d’un problème d’intendance… les Français avaient dû se rabattre en urgence sur les tenues d’un club local.

### Les «quatre glorieuses»
En s’appuyant sur une génération exceptionnelle menée par ceux qui en sont maintenant les leaders comme Platini, Rocheteau ou Bossis mais aussi par des nouveaux venus dans le groupe France comme Alain Giresse, Jean Tigana ou encore Manuel Amoros, les Bleus signent quatre épopées fabuleuses entre 1982 et 1986, avec une quatrième place à la Coupe du monde 1982, une victoire à l’Euro 1984 et à la Coupe intercontinentale des nations 1985, puis une troisième place à la Coupe du monde 1986.

#### Mondial 1982: une quatrième place inattendue
L'année 1982 démarre sous les meilleurs auspices. En effet, le 23 février à Paris, la France bat l'Italie 2-0 alors que les Bleus n'avaient plus battu la Squadra Azzurra depuis 1920 ! Le 24 mars, la France affronte en amical l'Irlande du Nord, cette même équipe qu'elle va rencontrer au second tour du mondial et l'écrase 4-0. Par la suite, les matchs de préparation sont cependant bien moins probants : défaite 0-1 contre le Pérou, nul 0-0 contre la Bulgarie et revers 0-1 contre le Pays de Galles et à chaque fois à domicile. Les Français débarquent au Mondial espagnol en plein doute.
La compétition ne peut d’ailleurs pas plus mal commencer, avec une cuisante défaite face à l’Angleterre (1-3, dont un but de Bryan Robson dès l’engagement). La France redresse la tête grâce à une facile victoire 4-1 contre le Koweït, dans un match marqué par l’irruption sur la pelouse du cheikh Farid Al Ahmad al Sabah qui exige et parvient à obtenir de l’arbitre qu’il annule un but d’Alain Giresse, provoquant au passage la colère du sélectionneur Michel Hidalgo, puis arrache sa qualification pour le deuxième tour en faisant match nul contre la Tchécoslovaquie 1-1.
Au deuxième tour, les Français se défont sans grande difficulté de l’Autriche (1-0) puis de l’Irlande du Nord (4-1) grâce à deux doublés de Giresse et Rocheteau et accèdent aux demi-finales. C’est à l’occasion du match contre l’Irlande du Nord que Michel Hidalgo associe pour la première fois quatre joueurs à vocation offensive (Tigana, Genghini, Giresse et Platini) au milieu de terrain. Le « carré magique » est né.
Disputée à Séville, la demi-finale des Français contre la RFA est rentrée dans la légende du football. Qualité du jeu pratiqué, intensité, émotion, tout a contribué à rendre ce match légendaire. Les deux équipes se quittent sur le score 1-1 à l’issue du temps règlementaire, après un dernier tir de Manuel Amoros sur la barre transversale à la 88e minute. Les Français, survoltés par l’agression commise par le gardien allemand Harald Schumacher sur Patrick Battiston, inscrivent deux buts coup sur coup à l’entame des prolongations par l’intermédiaire de Marius Trésor et Alain Giresse. Continuant à jouer l’offensive et un football spectaculaire, les Français se font rejoindre au score en l’espace de quelques minutes. Ils ne peuvent éviter de jouer la qualification pour la finale sur la première séance de tirs au but de l'histoire de la coupe du monde, dont ils sortent perdants.
En l’absence des principaux titulaires, la France perd également le match pour la troisième place contre la Pologne (2-3).

#### Euro 1984: le premier sacre européen
Deux ans plus tard, la France aborde avec le statut de favorite le Championnat d’Europe de football 1984 qu’elle dispute à domicile. Avec une génération arrivée au sommet de son art, et le renfort de l’accrocheur Luis Fernandez au sein du « carré magique », la France va répondre aux attentes. Après une entame délicate contre le Danemark et un but chanceux de Platini (1-0), la France écrase la Belgique (5-0) puis vient à bout de la Yougoslavie (3-2).
En demi-finale, la France affronte le Portugal à Marseille. Menée d’un but à cinq minutes de la fin des prolongations, les Bleus égalisent, avant de prendre l’avantage dans les derniers instants du match sur une frappe de Platini, consécutive à un rush héroïque de Jean Tigana.
En finale contre l’Espagne, un coup franc de Platini qui surprend le malheureux portier espagnol Luis Arconada débloque un match jusque-là verrouillé. Grâce à l’estocade portée en fin de match par Bruno Bellone, l’équipe de France de football remporte le premier titre majeur de son histoire. Deux mois plus tard, la sélection olympique emmenée par Henri Michel remporte la médaille d'or aux Jeux de Los Angeles face au Brésil.
Elle se porte enfin au sommet du monde en battant l'Uruguay, détentrice de la Copa América, 2-0 à Paris en 1985 pour le compte de la Coupe intercontinentale des nations grâce à des buts de Dominique Rocheteau et de José Touré.

#### Mondial 1986: l’exploit sur le podium

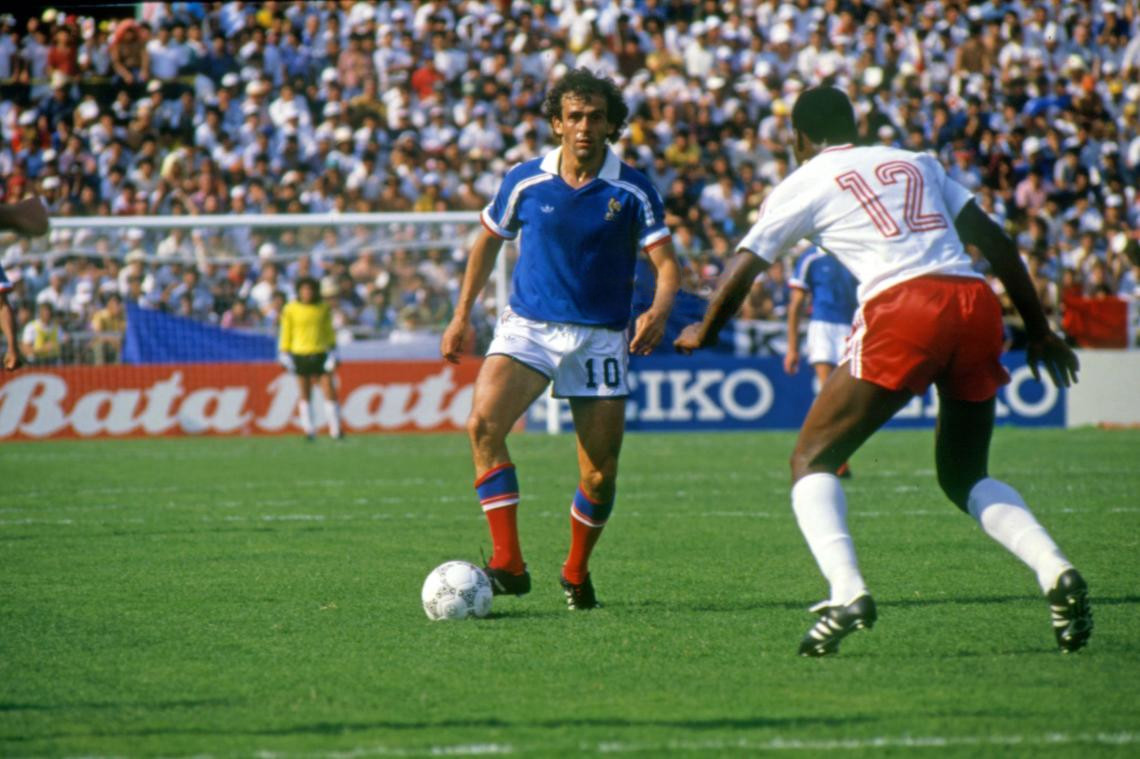
Michel Platini contre le Canada.

Pour la Coupe du monde 1986, la France fait à nouveau figure de favorite. Mais amoindris par les blessures récurrentes de leurs deux meneurs de jeu Platini et Giresse, les Bleus (désormais emmenés par Henri Michel) peinent à retrouver l’état de grâce de 1984. La France se sort sans grande difficulté mais sans panache d’un premier tour largement à sa portée (victoire 1-0 contre le Canada, nul 1-1 contre l’URSS et victoire 3-0 contre la Hongrie) avant d’affronter l’Italie en huitième de finale. Au terme d’un match remarquablement maîtrisé (victoire 2-0, grâce à des buts de Platini et Stopyra sur deux passes décisives de Rocheteau), la France sort victorieuse de ce duel au sommet entre les champions du monde et les champions d’Europe en titre.
En quart de finale, la France retrouve sur sa route le Brésil. Pour beaucoup, c’est un match entre les deux équipes qui pratiquent le plus beau football de la planète. À cette époque, les Français sont d’ailleurs souvent surnommés les « Brésiliens de l’Europe » en hommage à leur jeu spectaculaire et systématiquement tourné vers l’offensive. Le match tient toutes ses promesses, à tel point que Pelé le qualifiera de « match du siècle ». Dominateurs, les Brésiliens ouvrent rapidement la marque par Careca, avant que Platini ne ramène les deux équipes à égalité en reprenant un centre de Rocheteau. La prolongation spectaculaire au cours de laquelle les deux équipes se procurent chacune de franches occasions ne change pas le score, et les Bleus se qualifient à l’issue de l’épreuve des tirs au but et de la tentative réussie de Luis Fernandez.
En demi-finale, la France retrouve la RFA pour ce qui est considéré comme la « revanche de Séville » quatre ans plus tôt. Mais de revanche, il n’y en aura pas. Comme si elle avait tout donné contre le Brésil, la France, en panne d’imagination, privée de Rocheteau, blessé, qui avait distillé quatre passes décisives dans les trois matches précédents et sans doute diminuée physiquement par sa victoire aux tirs au but sur les Cariocas, bute sur la rigueur et le réalisme des Allemands, qui s’imposent sans grande difficulté (2-0), ceux-ci ayant joué contre le Maroc et le Mexique, qui sont des adversaires bien moins réputés que l'Italie et le Brésil. Les Français se consolent avec la troisième place, acquise par les "coiffeurs", aux dépens de la Belgique dans la « petite finale » (4-2 ap), leur meilleur résultat depuis la Coupe du monde 1958.

### 1986-1994: Une longue et lente reconstruction
L’épopée de la coupe du monde mexicaine marque la fin de ce que les observateurs considèrent comme une génération d’exception. Dès la fin de la compétition les cadres que sont Rocheteau, Bossis et Giresse annoncent leur retraite internationale. Un an plus tard, et alors que les éliminatoires pour l'Euro 88 sont déjà bien mal engagés pour l'équipe de France, Platini met lui un terme définitif à sa carrière.
Le 11 juin 1988, en présence du président de la République François Mitterrand, la FFF inaugure le Centre technique national Fernand-Sastre également connu sous le nom d'institut national du football de Clairefontaine. Ce centre qui a coûté 104 millions de francs forme des jeunes footballeurs et accueille les joueurs de l'équipe de France avant les matchs internationaux. 
La transition est trop brusque, et la nouvelle génération échoue successivement à se qualifier pour l’Euro 88 et le Mondial italien de 1990. Le match nul contre la sélection chypriote du 22 octobre 1988 propulse Claude Bez, l'influent président des Girondins de Bordeaux, au poste de superintendant de l'équipe de France, un poste spécialement créé pour lui. Claude Bez désigne alors Michel Platini à la tête de la sélection en novembre 1988. Si l'arrivée d'un nouveau sélectionneur emblématique comme Michel Platini n’empêche pas l'absence au Mondial italien, elle suscite pourtant de nombreux espoirs.
La copie parfaite rendue par l’équipe de France dans les éliminatoires de l’Euro 92 (8 victoires en 8 rencontres) laisse augurer un retour aux succès des années 1980 à défaut d’un retour au beau jeu. En effet, voyant sa marge de manœuvre limitée par la faiblesse des individualités dont il dispose, Platini a construit une équipe à vocation très défensive, sans véritable milieu créateur, et qui compte sur les deux grands joueurs français de l’époque (Éric Cantona et Jean-Pierre Papin) pour faire la différence en attaque. Alors que l'équipe de France a remporté tous ses matchs de qualification et apparaît ainsi comme une favorite potentielle, les matchs de préparation à l'Euro 1992 sont bien moins convaincants : une défaite 0-2 à Wembley contre les Anglais (futurs adversaires à l'Euro) le 19 février, un nul 3-3 contre la Belgique (avec un des fameux retournés acrobatiques de Papin) le 25 mars où la France est menée trois fois au score, une défaite 1-2 le 27 mai à Lausanne contre la Suisse et un nul 1-1 le 5 juin contre les Pays-Bas quelques jours avant le début de la compétition.
En conséquence peut-être, lors de l’Euro 1992 en Suède, la France est incapable de confirmer son parcours des éliminatoires et tombe sans gloire dès le premier tour, après deux matchs nuls (contre la Suède 1-1 et l’Angleterre 0-0) et une défaite 1-2 (contre le Danemark, futur vainqueur du tournoi).
Dans les mois qui suivent, l’équipe de France, forte d’un effectif à la qualité en hausse, semble retrouver des couleurs (il faut tout de même attendre le 14 octobre pour que la France gagne un match en 1992, 2-0 contre l'Autriche en qualifications). Enchaînant les succès lors des éliminatoires de la Coupe du monde 1994, les Bleus semblent bien partis pour obtenir leur qualification. Mais ils s'effondrent dans la dernière ligne droite alors qu'un point lors des deux derniers matchs leur aurait suffi; d'abord sur le score de (2-3) contre la modeste équipe d’Israël (que les Tricolores avaient battu 4-0 à l'aller), puis (1-2) contre la Bulgarie, avec à chaque fois un but encaissé à la dernière minute, et ce, à domicile.

### 1996-2000: l’apothéose

#### 1996: un Euro synonyme de reconquête
Aimé Jacquet est le nouveau sélectionneur national des bleus et a pour but de tout reconstruire alors que le football français est encore sonné par le traumatisme bulgare. S'il peut s'appuyer sur un secteur défensif de qualité, il va tâtonner durant près de deux années pour trouver une bonne animation offensive[réf. souhaitée]. Les éliminatoires pour l’Euro 1996 sont laborieux et laissent craindre une nouvelle déconvenue. En effet, l'équipe de France multiplie les matchs nuls 0-0 contre ses adversaires pour la qualification. Sur les cinq premiers matchs éliminatoires, elle ne compte que 7 points (4 nuls et une seule victoire contre l'Azerbaïdjan). Mais, au pied du mur, ils font un retour presque fracassant en prenant 13 points sur les 5 matchs suivants. Symbole de ce retour, ils écrasent l'Azerbaïdjan 10-0 (record qui tiendra jusqu'à la victoire 14-0 des Bleus contre Gibraltar le 18 novembre 2023) et réalisent, à l’automne 1995, une spectaculaire et décisive victoire à l’extérieur contre la redoutable équipe de Roumanie (3-1). Cette victoire semble marquer l’acte de naissance d’un nouveau groupe dont le jeune Zinédine Zidane s’affirme comme le maître à jouer. Qualifiée pour l’Euro 1996, l’équipe de France y atteint les demi-finales en confirmant la solidité à toute épreuve de son bloc défensif (quatre défenseurs et trois milieux récupérateurs) mais déçoit quelque peu par le manque d’inspiration de son secteur offensif et de ses deux créateurs (Zinedine Zidane et Youri Djorkaeff), pourtant très attendus.
Mais Jacquet dispose alors d’une base de travail solide en prévision de la Coupe du monde de football 1998 en France, pour laquelle les Bleus se préparent en toute quiétude, sans avoir à passer par les éliminatoires. Cette base de travail est d’autant plus solide qu’à partir de l’été 1996, grâce à l’arrêt Bosman, la plupart des joueurs de l’équipe de France partent jouer à l’étranger où ils acquièrent une stature internationale et une précieuse expérience du haut niveau.

#### 1998-2000: la consécration, champions du monde puis d’Europe

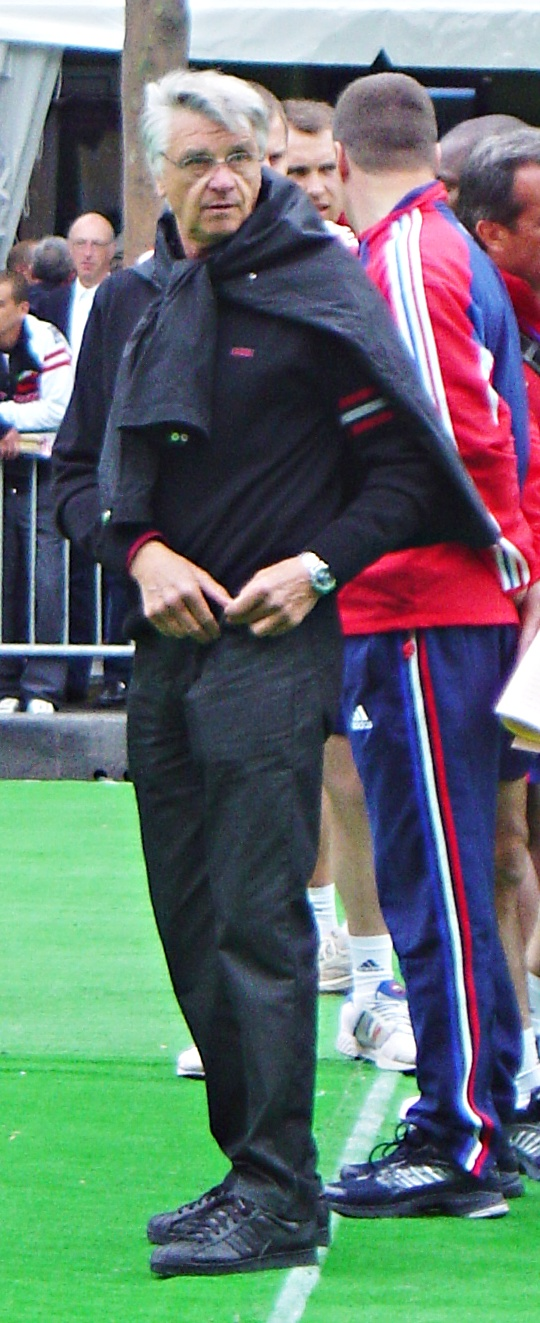
Aimé Jacquet

Si la série de matchs préparatoires à la Coupe du monde soulève une certaine inquiétude auprès de plusieurs observateurs, ce qui vaudra notamment au journal l'Équipe les foudres d'Aimé Jacquet a posteriori, les Bleus sont bel et bien présents au rendez-vous.
Ils se sortent avec facilité du premier tour : victoires contre l’Afrique du Sud (3-0), l’Arabie saoudite (4-0) et le Danemark (2-1) mais, privés de Zidane suspendu, butent en huitièmes contre le mur défensif du Paraguay et de son fantasque gardien de but José Luis Chilavert. La qualification arrachée en prolongation (but en or de Laurent Blanc) permet aux Bleus de retrouver l’Italie en quart de finale. Au terme de 120 minutes intenses mais sans but, les deux équipes jouent leur qualification aux tirs au but ; la France s’impose à la suite d'un penalty raté de Luigi Di Biagio. En demi-finale, la France semble proche de tomber face aux surprenants Croates, mais deux buts de son latéral Lilian Thuram la qualifient pour la première finale de son histoire, face au Brésil.
Le Brésil a impressionné depuis le début de la compétition par la puissance et l’adresse de ses attaquants, mais a également laissé entrevoir de grosses carences défensives. Dominateurs et réalistes, les Français tuent le match en première période grâce à deux buts de la tête de Zidane. Réduits à dix en seconde période à la suite de l’expulsion de Desailly, la France subit mais inscrit en contre un troisième but libérateur par Emmanuel Petit dans les derniers instants du match (qui est d'ailleurs le 1000e but de l'histoire de l'Équipe de France). Didier Deschamps devient le 12 juillet 1998 le premier joueur français à soulever la Coupe du monde.
Bien que champions du monde en titre, les français doivent passer par les éliminatoires pour obtenir leur place à l'Euro 2000. Malgré quelques résultats décevants (nul en Islande 1-1, victoire arrachée à Andorre 1-0 grâce à un penalty tardif inscrit par Frank Lebœuf, défaite à domicile contre la Russie 3-2…), les français arrachent leur qualification à l'Ukraine et à la Russie grâce à un but décisif de David Trezeguet face à l'Islande (3-2) lors de la dernière journée de la phase éliminatoire au Stade de France, alors que dans le même temps l'Ukraine et la Russie se neutralisaient (1-1).
Les matchs amicaux de préparation à l'Euro sont plutôt rassurants : cela commence par un succès 1-0 contre la Pologne le 23 février à Saint-Denis (coup franc direct de Zidane à la 88e minute), puis une victoire 2-0 en Écosse le 29 mars. Le 26 avril 2000, la France est menée 0-2 au bout de neuf minutes de jeu face à la Slovénie à Saint-Denis et retourne la situation en l'emportant 3-2 dans les arrêts de jeu sur un but de Trézeguet. Le 28 mai, la France gagne 2-0 en Croatie. Au début du mois de juin, les Tricolores remportent le tournoi Hassan-II en battant d'abord difficilement le Japon aux tirs au but (après un nul 2-2 dans le temps règlementaire où la France a été mené deux fois au score) puis en écrasant le Maroc 5-1.
La France va confirmer son statut de meilleure équipe du monde à l’occasion de l’Euro 2000. Toujours aussi solide défensivement, elle s’offre le luxe de pratiquer un football plus offensif qu’en 1998 grâce à l’éclosion d’attaquants tels que Thierry Henry, David Trezeguet, Nicolas Anelka, Robert Pirès ou encore Sylvain Wiltord. Sur le banc, Jacquet a cédé sa place à son adjoint de 1998, Roger Lemerre. 

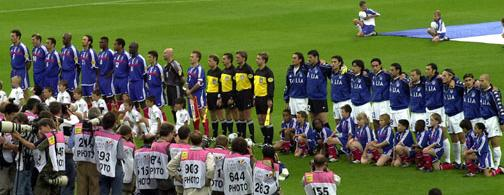
La France et l'Italie avant la finale de l'Euro.

Après un premier tour parfaitement maîtrisé (victoire contre le Danemark et la République tchèque, défaite sans conséquence des remplaçants face aux Pays-Bas), la France va connaître trois rencontres à haut suspense dont elle sortira à chaque fois victorieuse. En quart de finale, elle rencontre l’Espagne qu'elle bat 2-1, en dépit d'un penalty espagnol raté par Raúl dans les arrêts de jeu. En demi-finale, elle élimine le Portugal sur le même score (2-1), grâce à un penalty transformé par Zidane dans les arrêts de jeu de la prolongation. 
En finale, elle affronte l’Italie, considérée comme son équipe jumelle (de nombreux joueurs français jouent alors en championnat d'Italie) : menée 0-1 dans les arrêts de jeu, la France semble devoir se résoudre à la défaite. Mais Wiltord égalise dans les derniers instants du match et arrache les prolongations, durant lesquelles Trezeguet inscrit d’une somptueuse reprise de volée le but en or, synonyme de victoire finale des Français.
Sur ce succès historique, les deux anciens que sont le capitaine Didier Deschamps et le libéro Laurent Blanc, annoncent leur retraite internationale.

### 2002-2004: une transition avortée

#### 2002: L'échec asiatique
Championne d’Europe et du monde en titre, la France aborde la Coupe du monde 2002 en Asie, en tant que favorite, avec confiance, malgré une préparation chaotique. Les Bleus enregistrent deux victoires, contre la Roumanie (2-1) en février 2002 puis contre l'Écosse (5-0), mais les matchs suivants sont nettement moins bien réussis : l'équipe concède un match nul (0-0) contre la Russie, puis une défaite (1-2) contre la Belgique le 18 mai (malgré une frappe sur le poteau de Wiltord, et une frappe de Micoud sauvée sur la ligne par un défenseur belge). Une victoire peu probante contre la Corée du Sud (3-2) le 26 mai, durant laquelle Zinédine Zidane se blesse et la défense montre des signes de faiblesse, ne rassure personne.
Dès le match d’ouverture, les Bleus se font surprendre par le Sénégal (0-1). Pour leur deuxième match, alors qu'une victoire paraît nécessaire pour assurer leur qualification au deuxième tour, ils ne parviennent pas à se défaire de l'Uruguay (0-0, alors qu'un but a priori valable est refusé au français Trezeguet). Par ailleurs, Thierry Henry est expulsé. Une dernière défaite face au Danemark, sur le score de 0-2 malgré le retour de Zidane, signe l'élimination de la France, qui quitte la compétition dès le premier tour sans avoir marqué le moindre but. À la suite de ce cuisant échec, le sélectionneur Roger Lemerre est immédiatement limogé au profit de Jacques Santini.
L'apparente confiance excessive du groupe et les nombreuses publicités de sponsors avant le tournoi (Adidas produit un maillot avec la deuxième étoile de champion du monde, avant le début de la compétition), Orange ou Carrefour) sont mises en cause, de même que l'âge des titulaires (souvent supérieur à trente ans en défense et au milieu de terrain), qui contraste par exemple avec une équipe du Sénégal jeune et fringante.

#### 2004: Un Euro en demi-teinte
Qualifiés facilement (huit victoires en huit matchs) pour l’Euro 2004 disputé au Portugal, et rassurés par d’impressionnantes prestations lors de matchs amicaux (notamment une victoire 3-0 en Allemagne contre la Mannschaft en novembre 2003), les Bleus paraissent avoir retrouvé de leur superbe. Durant le reste de la préparation, l'attaque n'apparaît pas aussi inspirée qu'avant mais la France n'encaisse aucun but (victoire 2-0 en Belgique, matchs nuls et vierges contre les Pays-Bas et le Brésil lors du match de prestige du Centenaire FIFA, victoires 4-0 contre Andorre et 1-0 contre l'Ukraine dans les dernières minutes).
La France commence le tournoi par une victoire arrachée à l’Angleterre dans les arrêts de jeu (2-1), grâce à deux buts de Zinédine Zidane sur coup franc et penalty, après que Fabien Barthez a arrêté un penalty de David Beckham qui aurait pu donner un avantage décisif à l'Angleterre. Cette victoire semble replonger les Bleus dans l’euphorie de 1998 et 2000. Face à la Croatie, les Bleus sont pourtant tenus en échec (2-2) au terme d'une prestation décevante, dont le symbole est le but égalisateur de David Trezeguet entaché d’une faute de main. Une victoire face à la Suisse (3-1) permet cependant aux Français de se qualifier pour les quarts de finale, où ils rencontrent la Grèce. Favoris face à une équipe regroupée en défense, les français réalisent un match décevant et sont battus, sur le score de 1-0. Le fait que les Grecs remportent finalement la compétition n'exonèrent pas les Français des critiques sur le niveau de la défense (Barthez était sur une longue série d'invincibilité en équipe de France avant l'Euro) et leur jeu laborieux (la plupart des buts français sont consécutifs à des coups de pied arrêtés et non à des actions construites).
Zidane, Thuram, Makélélé et Lizarazu annoncent dans la foulée qu'ils arrêtent leur carrière en équipe de France. Jacques Santini est remercié et Raymond Domenech devient le nouveau sélectionneur national. De profonds changements sont apportés, tant du point de vue de l’équipe technique entourant les Bleus que sur celui du terrain, avec la création du Conseil de gestion de l'Équipe de France destiné à soutenir le sélectionneur.

### 2006: retour au sommet
Après l'Euro, l’équipe de France, affaiblie par la retraite de joueurs clés, peine à retrouver un jeu efficace et cohérent. De jeunes joueurs (Abidal, Govou, Malouda) encore peu expérimentés au niveau international intègrent la sélection nationale. Vikash Dhorasoo, pressenti pour prendre la relève de Zidane au poste de meneur de jeu, s’impose sur le plan technique mais révèle des carences sur le plan physique. Robert Pirès, Ludovic Giuly et Johan Micoud subissent parallèlement une mise à l’écart par le sélectionneur.
Le 3 août 2005, alors que les Bleus multiplient les matchs nuls et sont en mauvaise posture dans les qualifications pour la Coupe du monde 2006, Zidane annonce qu’il revient sur sa retraite internationale, accompagné de Thuram et Makélélé. L’équipe de France se qualifie finalement de justesse devant la Suisse, Israël et l'Irlande. Le match décisif a été la victoire contre l'Irlande à Dublin (1-0) le 7 septembre 2005 grâce à un but de Thierry Henry. Puis lors de l'ultime journée, la France battait Chypre (4-0) alors que les Suisses étaient tenus en échec par l'Irlande, un résultat arrangeant pour les Bleus. Le 1er mars 2006, à peine plus de 3 mois avant l’ouverture de la compétition, une défaite (la première sous l’ère Domenech) face à la Slovaquie rappelle que l'équipe est encore fragile.
Quelques jours avant le début de la Coupe du monde 2006, Raymond Domenech semble avoir choisi son gardien (Barthez), sa défense (Sagnol, Thuram, Gallas, Abidal) et son milieu de terrain (Makélélé, Zidane, Vieira, Malouda). Les seuls incertitudes concernent la paire d’attaquants (Henry et Trezeguet tiennent la corde mais Wiltord, Saha, Cissé et Ribéry sont également bien placés). Les trois victoires dans les matchs de préparation (face au Mexique, au Danemark et à la Chine) permettent à l’équipe de France d’aborder la compétition avec une certaine confiance. Cissé, victime d’une double fracture à la jambe droite, est remplacé par Sidney Govou le jour du départ en Allemagne.
L’équipe de France débute pourtant mal son tournoi, en concédant deux matches nuls face à la Suisse (0-0) et face à la Corée du Sud (1-1, le but français étant marqué par Thierry Henry). Heureusement, une victoire 2-0 contre le Togo (buts de Patrick Vieira et à nouveau de Thierry Henry) permet aux Bleus de se qualifier pour les huitièmes de finale.
Les joueurs de Domenech affrontent l’Espagne, le mardi 27 juin. La veille du match, la presse espagnole insiste sur la retraite imminente de Zidane : le capitaine français avait pris sa retraite de joueur de club sous le maillot du Real Madrid peu avant la coupe du monde, il lui restait donc à prendre sa retraite internationale. Les espagnols ouvrent le score grâce à un penalty de Villa, à la demi-heure de jeu. À la 41e minute, Franck Ribéry, auteur de son premier but international et qui devient un des phénomènes du tournoi, égalise sur une passe décisive de Vieira. À dix minutes de la fin du temps règlementaire, une tête de Vieira sur un coup franc de Zidane permet à la France de prendre l'avantage, avant que Zidane, sur contre-attaque, ne qualifie définitivement les français dans les arrêts de jeu (3-1). 
Le 1er juillet, la France affronte le Brésil, champion du monde en titre. Les Bleus, menés par une exceptionnelle prestation de Zidane, dominent complètement les débats. Le but de la victoire est inscrit par Henry sur un coup franc de Zidane. Ce match est perçu par les journalistes comme le plus accompli techniquement et tactiquement depuis qu'elle est entraînée par Raymond Domenech. 
En demi-finale, les Français rencontrent le Portugal. Alors que le jeu est relativement dominé par les Portugais, Henry obtient un penalty que Zidane se charge de transformer. Les Bleus, regroupés autour de leur charnière centrale Thuram-Gallas, sont alors acculés sur leur but, et parviennent finalement à conserver leur avantage : la France est qualifiée pour la deuxième finale de Coupe du monde de son histoire.
Le 9 juillet 2006, la finale de la coupe du monde oppose à Berlin les joueurs français, dont la sélection reste inchangée depuis le match contre l'Espagne, à l'Italie, tombeur de l'Allemagne lors de l'autre demi-finale. Dès la 7e minute, les Français obtiennent un penalty, à la suite d'une faute peu évidente sur Malouda, que Zidane se charge de transformer. À la 19e minute, Materazzi égalise de la tête sur un corner. Le match est heurté et aucune des deux équipes ne parvient à prendre l'avantage, malgré plusieurs occasions françaises. Lors des prolongations, Zidane a l'occasion de marquer le but de la victoire mais Gianluigi Buffon sauve admirablement son camp. Quelques minutes plus tard, Zidane est exclu de la rencontre pour avoir frappé Materazzi d'un coup de tête, à la suite d'une insulte proférée par le joueur italien. Les deux équipes doivent finalement se départager aux tirs au but ; Trezeguet manque le sien, contrairement à Grosso : les Bleus s'inclinent, ce qui ne les empêche pas d'être acclamés à leur retour en France par leurs supporteurs.
Zinédine Zidane met définitivement fin à sa carrière, tandis que Raymond Domenech est reconduit dans ses fonctions de sélectionneur national pour quatre années supplémentaires jusqu’à la Coupe du monde 2010.  
Thuram et Makélélé décident de rester malgré leur âge avancé (respectivement 34 et 33 ans).

### 2008-2010: Échecs, crises et polémiques

#### 2008: Un nouvel Euro manqué
La France aborde une période de reconstruction, à l’instar de la période post-coupe du monde 2002. Elle compte sur une nouvelle génération de joueurs talentueux comme Franck Ribéry, Jérémy Toulalan, Karim Benzema, Samir Nasri, Bakary Sagna, Lassana Diarra, Hatem Ben Arfa, etc.
Les éliminatoires de l’Euro 2008 commencent sous de bons auspices pour les Bleus grâce à deux victoires contre la Géorgie (3-0) et contre l’Italie (3-1), avant qu'ils ne s'inclinent en Écosse (0-1). Ils se rassurent face aux Îles Féroé (5-0), puis face à la Grèce (1-0) en match amical fin 2006. Au début de 2007, elle s'incline face à l'Argentine (0-1) en match amical au Stade de France.
Pour la reprise des qualifications à l'Euro, le 24 mars 2007, l'équipe de France obtient une victoire difficile, courte mais précieuse, face à la modeste Lituanie (1-0, but d'Anelka). Quelques jours plus tard, une équipe de France très rajeunie bat l'Autriche, pays organisateur de l'Euro (avec la Suisse), 1-0 en match amical au Stade de France, grâce au premier but de Benzema dont c'est la première titularisation. En juin 2007, les qualifications se poursuivent : la France dispose de l'Ukraine à Saint-Denis (2-0, buts de Ribéry et d'Anelka puis de la Géorgie (1-0, but de Nasri) à Auxerre. En septembre, l'équipe de France parvient à décrocher le point du match nul (0-0) en Italie, dans un stade de San Siro hostile, où la « Marseillaise » est sifflée par les tifosi italiens. 
Le 12 septembre, les Bleus reçoivent l’Écosse au Parc des Princes à Paris, où les Français n'ont pas joué depuis 10 ans. Malgré la possession du ballon et de nombreuses occasions, ils s'inclinent contre toute attente (0-1) sur un tir lointain de James McFadden. Le 13 octobre, la France s'impose aux Îles Féroé 6-0, grâce à Thierry Henry, un doublé de Karim Benzema, Jérôme Rothen et Hatem Ben Arfa. 
Le 17 octobre 2007, l'équipe de France bat la Lituanie grâce à un doublé tardif de Henry, qui bat le record de but marqués en équipe de France de Michel Platini. La France est assurée de sa qualification peu après, avant un dernier match nul (2-2) face à l'Ukraine le 21 novembre 2007. La France termine à la deuxième place du groupe B des éliminatoires de l'Euro 2008 derrière l'Italie. Raymond Domenech devient le premier sélectionneur de l'équipe de France à la qualifier sur le terrain deux fois de suite pour deux événements majeurs : le Mondial 2006 et l'Euro 2008.

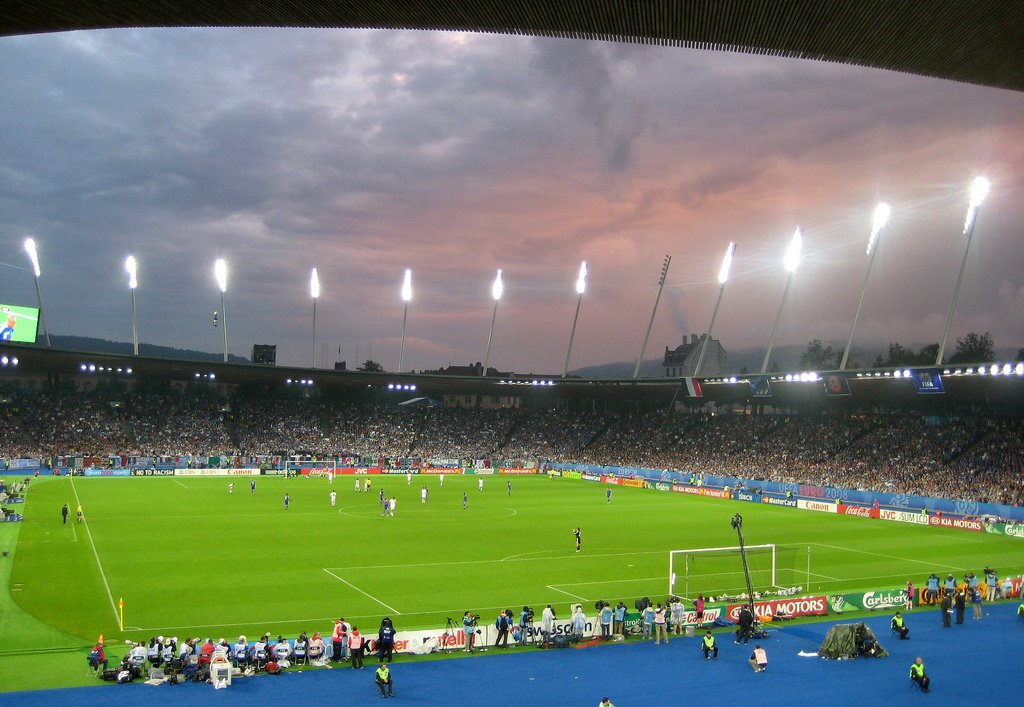
France-Italie à l'Euro 2008

L'équipe de France attaque la compétition par un match nul inquiétant 0-0 face à la Roumanie, puis se fait battre lourdement par les Pays-Bas (4-1, ce qui constitue la plus lourde défaite en compétition officielle de la France depuis 1968). Lors du troisième match décisif, les Bleus, handicapés par l'expulsion précoce d'Abidal, qui provoque un penalty, s'inclinent face à l'Italie (2-0). Comme en 2002, les Bleus sont éliminés dès le premier tour. 
À la suite de cet échec, Lilian Thuram et Claude Makelele annoncent leur retraite internationale. Raymond Domenech, très critiqué, est maintenu dans ses fonctions par la Fédération française de football, mais est placé « sous surveillance » via le Club France 2010, héritier du Conseil de gestion de l'Équipe de France créé en 2005. 
De 2008 à 2010, l'équipe de France va connaitre en 2 ans un parcours chaotique sur le plan sportif et en dehors du terrain qui se soldera par une véritable implosion du football français après le Mondial 2010, doublé d'une crise de l'image de la France et de sa société à travers le reste du monde.
À l'orée de la campagne de qualifications pour le mondial 2010, le staff de Raymond Domenech est renforcé par le recrutement de l'ancien champion du monde Alain Boghossian. Les Bleus héritent du groupe 7, composé de la Roumanie, la Serbie, la Lituanie, les Îles Féroé et l'Autriche.
En match de préparation, les Bleus disposent de la Suède (3-2, buts de  Sidney Govou, Karim Benzema et de Thierry Henry). Pourtant, la France s'incline lors de son premier match qualificatif face à la modeste Autriche (1-3). Pour la première fois de son histoire, l'équipe de France perd trois matchs officiels consécutifs.
Un mois plus tard, la France affronte la Serbie et l'emporte (2-1, buts de Henry et Anelka). La performance remarquable de Yoann Gourcuff au poste de meneur de jeu en fait la révélation du match. En octobre, les Bleus se déplacent en Roumanie, où ils encaissent rapidement deux buts ; grâce à Franck Ribéry en fin de première période et au premier but international de Yoann Gourcuff, ils décrochent pourtant le point du match nul. Quelques jours plus tard, le match amical contre la Tunisie que les français remportent (3-1, doublé de Thierry Henry et un but de Karim Benzema) est marquée par une polémique sur les nombreux sifflets descendus des tribunes lors de La Marseillaise. Raymond Domenech est officiellement maintenu dans ces fonctions le 15 octobre, la fédération considérant que l'équipe de France est revenue dans la bonne voie. 
Après deux matchs amicaux décevants à domicile (un match nul 0-0 face à l'Uruguay et une défaite 0-2 face à l'Argentine), la France reprend les éliminatoires par une double confrontation à la Lituanie. Les bleus l'emportent à chaque fois sur le score de 1-0, grâce à des buts de Franck Ribéry. Suivent deux nouveaux matchs amicaux mitigés, les Bleus s'inclinant 1-0 face au Nigéria puis battant la Turquie 1-0, grâce à un pénalty de Karim Benzema. Pour la reprise des qualifications, la France bat les amateurs des Îles Féroé sur la plus petite des marges (1-0) grâce au premier but international d'André-Pierre Gignac. 
Le 5 septembre 2009, la France est de nouveau tenue en échec par la Roumanie (1-1). Après une première heure de jeu bien maîtrisée, conclue par un but de Thierry Henry sur corner, les Français encaissent un but contre leur camp. Deux jours plus tard, le journal Le Parisien affirme que Thierry Henry, capitaine des Bleus, s'est opposé au sélectionneur devant le reste du groupe la veille du match. Cette révélation est rapidement démentie par le joueur.
Cinq jours plus tard, la France rencontre la Serbie, en tête du groupe 7, au stade Marakana. En dépit d'un début de match handicapant pour les français, marqué par une faute du gardien français Hugo Lloris qui lui vaut d'être expulsé et permet aux Serbes d'ouvrir le score sur penalty, les bleus parviennent à égaliser grâce à Thierry Henry et font jeu égal avec leurs adversaires… sans réussir cependant à l'emporter. 
Malgré deux dernières victoires à domicile sur les Îles Féroé (5-0) et l'Autriche (3-1), l'équipe de France doit disputer deux matchs de barrage pour se qualifier à la coupe du monde 2010. Tête de série grâce à son rang au classement mondial de la FIFA, l'équipe de France affronte la république d'Irlande les 14 et 18 novembre 2009. 
Le premier match, disputé à Dublin, se solde par une victoire des Français sur le score de 1 à 0 (grâce à un but de Nicolas Anelka), à l’issue d’une performance saluée par les médias. La qualification paraît proche. Lors du match retour, les Irlandais prennent pourtant très vite l’ascendant sur les Français. Ils ouvrent logiquement le score en première mi-temps mais ne parviennent pas à doubler la marque par la suite, la faute notamment à une grande performance du gardien de but français Hugo Lloris. Lors des prolongations, les Français égalisent finalement sur une action de jeu marquée par un double contrôle de la main de Thierry Henry, passeur décisif pour William Gallas. Combiné à la victoire du match aller, le match nul (1-1) qualifie l'équipe de France pour la coupe du monde. 
Le but égalisateur français provoque une polémique importante dans les jours suivants la rencontre. Soutenu par le Premier ministre irlandais Brian Cowen, la fédération d'Irlande de football demande à la fédération française de football de l’appuyer dans sa requête à la FIFA de faire rejouer le match retour, ce que cette dernière refuse.

#### Nouveau fiasco à la Coupe du monde 2010
Le 4 décembre 2009, le tirage au sort place les Bleus dans le groupe A, en compagnie de l'Afrique du Sud (pays organisateur), le Mexique et l'Uruguay. 
Durant le tournoi, les tricolores logeront à l'hôtel Pezula de Knysna.
Raymond Domenech donne tout d'abord une liste de 30 joueurs dans le journal télévisé de 20h sur TF1, on y retrouve 3 invités surprises le rennais Yann M'Vila, le bordelais Marc Planus et le marseillais Mathieu Valbuena. La liste est ensuite réduite à 24 car des réserves sont émises sur la santé du défenseur William Gallas, titulaire indiscutable mais de retour de blessure. À noter les absences de l'attaquant du Real Madrid, Karim Benzema qui n'a pas réussi à s'imposer dans l'équipe type de Manuel Pellegrini lors de sa première saison au sein de la maison blanche, le milieu de terrain d'Arsenal FC, Samir Nasri qui avait pourtant réussi une bonne saison et le milieu offensif de l'Olympique de Marseille, Hatem Ben Arfa, joueur au potentiel certain mais irrégulier et souvent barré par Mamadou Niang, capitaine du champion de France 2010. On a parlé aussi d'une volonté de ne pas sélectionner ces trois joueurs dans l'intérêt de l'ambiance commune du groupe.
Une fois n'est pas coutume, le groupe commence son stage de préparation à Tignes, la forme physique de William Gallas est plutôt rassurante mais le milieu défensif madrilène Lassana Diarra est obligé de déclarer forfait à cause de douleurs intestinales liées à une crise vaso-occlusive de drépanocytose. Raymond Domenech annonce donc qu'il n'y aura aucun changement dans son effectif. Lassana Diarra étant titulaire durant les qualifications au poste de milieu relanceur, cela implique un remaniement du schéma tactique. Le 26 mai, les Bleus se présentent devant le Costa Rica au Stade Félix-Bollaert de Lens dans un schéma inédit, un 4-3-3 composé d'une défense souvent aligné mais qui n'a pas encore fait ses preuves avec au centre William Gallas et Éric Abidal et respectivement à gauche et à droite Patrice Évra désigné capitaine de l'équipe et le gunners Bacary Sagna. Au milieu sont alignés de gauche à droite Florent Malouda, auteur d'une excellente saison avec Chelsea FC, Jérémy Toulalan en sentinelle et Yoann Gourcuff dont ce n'est pas vraiment le positionnement. En attaque on retrouve à gauche Franck Ribéry, récemment au centre du scandale Zahia, dans l'axe Nicolas Anelka, sûrement le meilleur attaquant français cette saison-là, mais qui n'a pas l'habitude d'évoluer seul en pointe, étant davantage un attaquant de soutien, enfin à droite, où il y a peu de concurrence, le sélectionneur a positionné le Lyonnais Sidney Govou. Dès le début du match, les Bleus montrent un visage plutôt séduisant, porté vers l'avant avec un côté gauche prédominant, dont un Franck Ribéry très en jambes. Malheureusement ils encaissent un but en première période d'une frappe de 20 m qui trompe Hugo Lloris. Ce dernier est trompé par un ballon dit « jabulani » Jabulani (ballon), ballon officiel de la coupe du monde. Ce ballon fait l’objet de nombreuses critiques, essentiellement de la part de joueurs, car du fait de sa constitution parfaitement ronde, il subit facilement des effets souvent involontaires produisant ainsi une trajectoire irrégulière. Les joueurs réagissent immédiatement et surtout Franck Ribéry, qui après une chevauchée sur son côté gauche, rentre dans la surface adverse pour tirer en direction du deuxième poteau, tir qui sera détourné par un défenseur marquant contre son camp. La deuxième période consiste essentiellement en un attaque-défense pour l'équipe de France qui a du mal à se procurer d'occasions franches jusqu'à l'entrée en jeu de Mathieu Valbuena à la place de Sidney Govou. Pour sa première sélection, le petit Marseillais apporte une fraîcheur et une vitesse qui manquait à Sidney Govou, souvent battu dans les duels et s'impliquant davantage dans la récupération que dans l'offensive. La France s'impose finalement sur le score de 2-1 grâce à un but de Mathieu Valbuena, réplique de celui des Costa-Ricains en première période. L'équipe a plutôt séduit durant ce match, contre une équipe sud-américaine très intéressante. Les deux gros points noirs sont l'inefficacité de Sidney Govou et le mauvais positionnement de Nicolas Anelka, qui, comme on pouvait le prévoir, a évolué davantage comme un électron libre que comme un buteur, préférant aller chercher le ballon à la place de Yoann Gourcuff plutôt que d'être à sa réception dans la surface de réparation. Les observateurs espèrent une montée en puissance durant les deux matches de préparation restants. Cela ne se produira malheureusement pas: la France sera tenue en échec le 30 mai à Radès par la Tunisie (1-1) et un but de la tête de William Gallas sur coup franc, puis battue pour la première fois de son histoire par la Chine le 4 juin sur l'île de La Réunion. à cause d'un coup franc direct de 25 m en fin de match et une nouvelle fois ce ballon Jabulani qui trompe Hugo Lloris.

Le 4 décembre 2009, le tirage au sort place les Bleus dans le groupe A, en compagnie de l'Afrique du Sud (pays organisateur), le Mexique et l'Uruguay. Le tirage est à priori favorable mais il n'est pas sans rappeler celui de la Coupe du monde 1966, où la France, tombée dans le groupe du pays organisateur, l'Angleterre, en compagnie du Mexique et de l'Uruguay, fut éliminée au premier tour. L'Équipe de France va alors vivre l'une des pires coupes du monde de son histoire. Le match nul 0-0 contre l'Uruguay et la défaite 0-2 contre le Mexique enlèvent quasiment tout espoir de qualification. L'ambiance devient alors délétère, avec l'exclusion de Nicolas Anelka qui a insulté le sélectionneur Raymond Domenech lors de la mi-temps du match contre le Mexique,, un doigt d'honneur de William Gallas à David Astorga, journaliste de TF1, qui s'approchait de lui pour recueillir sa réaction à la fin de ce match perdu, de multiples rumeurs d'incidents, des joueurs qui refusent de s'entraîner et la démission du directeur général délégué de la FFF Jean-Louis Valentin. Finalement, la France perd 2 à 1 face à l'Afrique du Sud, le 22 juin 2010 à Bloemfontein, et quitte la compétition à l'issue du premier tour, à la dernière place de son groupe, avec un bilan identique à celui de l'Euro 2008: deux défaites, un match nul et un but marqué.
Le contrat de sélectionneur de Raymond Domenech est rompu unilatéralement par la FFF après la Coupe du monde en Afrique du Sud. Son successeur, désigné par la Fédération française de football, est Laurent Blanc.

### 2010-2012: Reconstruction post-Knysna et post-Domenech sous Laurent Blanc

#### L'espoir d'un rebond de l'équipe
L'équipe de France commence cette nouvelle période par une défaite en match amical face à la Norvège le 11 août 2010 (2-1).
Le dimanche 7 février 2010 à Varsovie a été effectué le tirage au sort de l'Euro 2012. La France, tête de série, est placée dans le groupe D avec la Roumanie, la Bosnie-Herzégovine, la Biélorussie, l'Albanie et le Luxembourg.
L'équipe de France commence mal ses matchs de qualifications en perdant à domicile contre la Biélorussie (0-1) mais s'impose lors du second match face à la Bosnie-Herzégovine(2-0) qui jouait à domicile. Elle remporte ses trois matchs suivants (2-0 contre la Roumanie, 2-0 contre le Luxembourg, 2-0 contre le Luxembourg) lui permettant de prendre la tête de son groupe avec 4 points d'avance sur la Bosnie-Herzégovine.L'équipe de France obtient sa qualification lors du dernier match de poule disputé face à la Bosnie-Herzégovine à la suite d'un match nul 1-1 qui lui permet de devancer cette sélection d'un point.
En match amical, les Français emportent des victoires de prestige face à l'Angleterre (2-1), le Brésil (1-0) et l'Allemagne (2-1). Elle totalise ainsi avant l'ouverture de l'Euro un résultat de 21 matchs consécutifs sans défaite, engrangeant ainsi de la confiance et avec notamment un Ribéry retrouvé. L'équipe de France se retrouve dans le groupe D de la phase finale de l'Euro 2012, en compagnie de l'Angleterre, de la Suède et de l'Ukraine. Il s'agit de la première phase finale de Laurent Blanc en tant que sélectionneur national.

#### Relative déception à l'Euro 2012
L'équipe de France entame la compétition par un match nul 1-1 contre l'Angleterre, égalisant en seconde période après une première mi-temps timorée. Puis elle affronte l'Ukraine, coorganisatrice de l'Euro. Le match est interrompu après 5 minutes de jeu à la suite d'un violent orage. Il reprend après 55 minutes d'interruption et se termine par une victoire de l'équipe de France sur le score de 2-0. Le match suivant, l'équipe de France s'incline 2-0 face à la Suède et termine à la deuxième place de son groupe, à la suite de la victoire 1-0 de l'Angleterre sur l'Ukraine. L'équipe de France perd finalement en quart de finale face à l'Espagne, championne du monde et d'Europe en titre, sur le score de 2-0. La fin de la compétition est marquée comme à la coupe du monde 2010 par des polémiques liées au comportement des joueurs sur le terrain, dans les vestiaires et avec les journalistes. Quatre joueurs sont par la suite convoqués pour répondre de leur comportement : Hatem Ben Arfa, Yann M'Vila, Samir Nasri et Jérémy Ménez. Même si la France atteint l’objectif minimum prévu, cela reste une déception au vu de la longue série d’invincibilité s’achevant à l’Euro et la bonne préparation du groupe.

### 2012-2023: Renouveau et retour dans l'élite sous l'ère Deschamps
Le 30 juin 2012, Laurent Blanc quitte ses fonctions de sélectionneur après un entretien avec le président de la Fédération Noël Le Graët survenu deux jours plus tôt. Une semaine plus tard, le 8 juillet 2012, Didier Deschamps est nommé sélectionneur de l'équipe de France avec pour objectif principal la qualification à la Coupe du monde 2014 se déroulant au Brésil. Pour leur premier match de l'ère Deschamps, les Bleus affrontent l'Uruguay (0-0). Pour le premier match de qualification pour le Mondial, l'équipe de France s'impose difficilement en Finlande 1-0 grâce à Abou Diaby. Le second match face à la Biélorussie est plus facile (3-1) pour les Français. Quelques mois plus tard, les Bleus s'inclinent pour la première fois de leur histoire face au Japon en toute fin de match en amical, inefficaces devant le but malgré leur domination. Critiqués, les Bleus tiennent cependant tête aux Espagnols les jours suivants (1-1) avec un but d'Olivier Giroud au bout du temps additionnel, après avoir dominé leur adversaire en seconde mi-temps et s'être vu refusé un but valable en première période[réf. souhaitée]. Après cet belle performance, la France confirme face à l'Italie 2-1 sur des buts de Valbuena et Gomis. Les Bleus finissent l'année 2012 avec un bilan de huit victoires, trois nuls et trois défaites. Ils démarrent 2013 face à l'Allemagne, et malgré une très bonne prestation et de belle actions emmenées par Franck Ribéry et Mathieu Valbuena, l'équipe de France s'incline 2-1. Lors des éliminatoires, Les Bleus remportent leurs rencontres face à la Finlande (1-0) et la Biélorussie (3-1). Après une défaite en amical face au Japon (0-1), ils réussissent à tenir en échec l'Espagne, tenante du titre, une performance jugé « héroïque » selon la presse,. Le 22 mars 2013, l'équipe de France prend la première place du groupe I devant l'Espagne après sa victoire (3-1) face à la Géorgie. 
Mais le 26 mars 2013, la France perd (1-0) face à l'Espagne, au Stade de France, et se retrouve second du groupe. Après un match nul en Géorgie (0-0) et une victoire contre la Biélorussie (4-2), les Bleus se retrouvent finalement en barrage des éliminatoires de la zone Europe pour la Coupe du monde 2014.
Le 11 octobre, en amical face à l'Australie, Karim Benzema met fin à une série de 1 222 minutes sans marquer. La France s'impose ce jour-là (6-0).
La France rencontre l'Ukraine en barrage et s'incline au match aller (0-2). Lors du match retour, les Français s'imposent (3-0) et se qualifient pour la Coupe du monde. Cette rencontre face à l'Ukraine est un tournant pour la France sur le plan du jeu, qui se concrétise lors des rencontres amicales suivantes.

#### Coupe du monde 2014
Le tirage au sort des poules du premier tour effectué le 6 décembre 2013 verse l'équipe de France dans le Groupe E avec la Suisse (tête de série), le Honduras et l'Équateur. 
Pour préparer la coupe du monde, la France effectue quatre matchs de préparation. Le 5 mars, face aux Pays-Bas, elle s'impose 2-0 grâce à des buts de Karim Benzema et Blaise Matuidi. Les bleus mettent ainsi un terme à une série de défaites dans ses matchs l'opposant aux grandes nations en 2013, excepté la Belgique. Dans son ultime campagne, elle bat la Norvège (4-0) mais est surpris par le Paraguay le 1er juin avec un match nul (1-1). Le dernier match de préparation face à la Jamaïque se soldera par l'une des plus larges victoires de la France (8-0).
Lors de leur match d'ouverture, le 15 juin à Porto Alegre, les joueurs de Didier Deschamps s'imposent 3-0 face au Honduras. Cette rencontre est également la première dans un match de la FIFA où un but est validé grâce à la Technologie sur la ligne de but. 
Lors de leur deuxième rencontre du premier tour, le 20 juin à Salvador de Bahia face à la Suisse, les Bleus l'emportent 5-2 après avoir mené 5-0 à dix minutes de la fin du match. Premier buteur de cette rencontre après 17 minutes, Olivier Giroud marque le centième but de la France en Coupe du monde. C'est à ce point de la compétition brésilienne le match le plus prolifique en buts, et il faut remonter à la Coupe du monde 1958 pour voir une équipe de France marquer au moins cinq buts dans un match de phase finale de la compétition planétaire. 

Finalement, les Bleus s’inclinent en quart de finale contre l'Allemagne (1-0). Au terme de trois semaines de compétition, les Bleus ont pu se réconcilier avec le public. Pour Fabien Magnenou, son effectif, notamment celui aligné contre l’Allemagne, le plus jeune depuis 1954, prépare au mieux l'équipe en vue de l'Euro 2016 en France. Mais selon lui, il manque à la France un exploit contre une grande équipe pour une coupe de Monde réussie. Paul Pogba est désigné meilleur jeune joueur de ce Mondial 2014.

#### Euro 2016: finaliste de l'Euro à domicile
Préparation
Après une Coupe du Monde plutôt réussie, la France, qualifiée d'office pour l'Euro 2016 en tant que pays hôte, ne jouera que des matchs amicaux jusqu'à l'Euro. Le 4 septembre 2014, la France bat 1-0 l'Espagne au Stade de France grâce à un but de Loic Rémy a un quart d'heure de la fin. Puis les Bleus font match nul face à la Serbie (1-1) à Belgrade le 7 septembre. Le 11 octobre, ils battent 2-1 le Portugal au Stade de France avant de battre 3-0 l'Arménie à Erevan le 14 octobre. Pour clore l'année, les Bleus font match nul face à l'Albanie (1-1) à Lorient. Puis battent la Suède 1-0 grâce à un but de Varane en fin de match au Stade Vélodrome. Les Bleus jouent leur premier match de l'année 2015 face au Brésil au Stade de France. Malgré une ouverture du score de Varane, les Bleus s'inclinent (1-3). Ils se rattrapent trois jours plus tard face au Danemark (2-0) au Stade Geoffroy-Guichard de St-Etienne. Les matchs du mois de juin sont mauvais pour les Bleus puisque après s'être incliné 4-3 face aux Diables Rouges de Belgique  au Stade de France, les Bleus perdent 1-0 contre l'Albanie à Tirana. Le 4 septembre, les Bleus s'imposent face au Portugal à Lisbonne (1-0) grâce à un coup franc de Mathieu Valbuena à 5 minutes de la fin. Puis le 7 septembre, les Bleus s'imposent 2-1 face à la Serbie dans le nouveau stade Matmut-Atlantique de Bordeaux. Le 8 octobre, les Bleus écrasent 4-0 l'Arménie à l'Allianz Riviera de Nice. Le 11 novembre ils vainquent les Danois 2 buts à 1 à Copenhague et battent les champions du monde allemands 2-0 le 13 novembre au Stade de France dans un match attristés par les attentats terroriste survenus dans la capitale au cours de la soirée et qui ont fait 130 morts. La cousine de Lassanna Diarra mourut dans l'attaque tandis que la sœur d'Antoine Griezmann en fut rescapée. Le match contre l'Angleterre à Wembley le 17 novembre est toutefois maintenu, mais les Bleus n'ayant pas la tête au football, ils s'inclinent (0-2). Le premier match de l'année 2016 se joue contre les Pays-Bas le 25 mars à l'Amsterdam Arena. Les Bleus s'imposent 3-2 grâce à un but de Blaise Matuidi en  fin de match. Puis les Bleus s'imposent 4-2 face à la Russie au Stade de France le 29 mars. Ce match voit le premier but de N'Golo Kanté, le jour de son 25ème anniversaire. Puis le 30 mai, les Bleus s'imposent 3-2 face au Cameroun au Stade de la Beaujoire à Nantes grâce à un but de Payet dans les arrêts de jeu. Puis ils battent 3-0 l'Écosse au Stade Saint-Syphorien de Metz. Les Bleus peuvent donc aborder l'Euro 2016 en toute sérénité.

#### Euro 2016
Le 12 décembre 2015, le tirage au sort de l'Euro place la France dans le groupe A, en compagnie de la Roumanie, de l'Albanie et de la Suisse. Pour le match d'ouverture face à la Roumanie le 10 juillet les Bleus ouvrent le score en deuxième mi-temps grâce à Giroud, mais encaissent un pénalty quelques minutes plus tard tiré par le Roumain Stanscu, mais réussissent à s'imposer grâce à un but de Payet à la 89ème minute. (2-1) Le deuxième match contre l'Albanie semblait finir en match nul, mais « les Bleus » s'imposent 2-0 dans le temps additionnel grâce à Griezmann et Payet. Le dernier match contre la Suisse finit en match nul (0-0), mais permet aux Bleus de se qualifier pour les 8èmes de finale. Ce match est marqué par un maillot Suisse déchiré et par un ballon crevé ! Face à l'Irlande en 8ème de finale, les Bleus sont menés au bout de 2 minutes seulement après avoir encaissé un pénalty. Il faudra attendre presque l'heure de jeu pour que Griezmann égalise (1-1) avant de doubler la mise deux minutes plus tard. Les Bleus affrontent ensuite des Islandais ayant fait tomber l'Angleterre en 8ème mais les Bleus gagnent le match sans aucun problème (5-2). En demi finale , la France affronte l'Allemagne championne du monde au Stade Vélodrome de Marseille. Après une première mi-temps dominée par les Allemands , les Bleus réussissent à ouvrir le score juste avant la mi-temps grâce à un pénalty transformé par Antoine Griezmann (1-0) avant qu'il ne double la mise en seconde mi-temps (2-0). En finale , les Bleus se retrouvent face au Portugal, qui de leur côté ont vaincu le pays de Galles, grande surprise de ce tournoi. Les Portugais doivent faire face à la blessure de Cristiano Ronaldo en début de match et à une globale domination des Bleus surtout en seconde mi-temps. Cependant André-Pierre Gignac frappe sur le poteau dans les dernières minutes, les Portugais résistent et emmènent les Bleus en prolongation. Après un coup franc passé juste au dessus du but français, c'est finalement Éder qui ouvre le score (1-0). Malgré la rentrée en jeu de Martial, les Bleus ne peuvent égaliser et s'inclinent en finale de l'Euro. Le Portugal est champion d'Europe de football pour la première fois de son histoire tandis que Antoine Griezmann finit meilleur buteur du tournoi et meilleur joueur de la compétition.

#### Coupe du monde 2018: champions du monde, 20 ans après

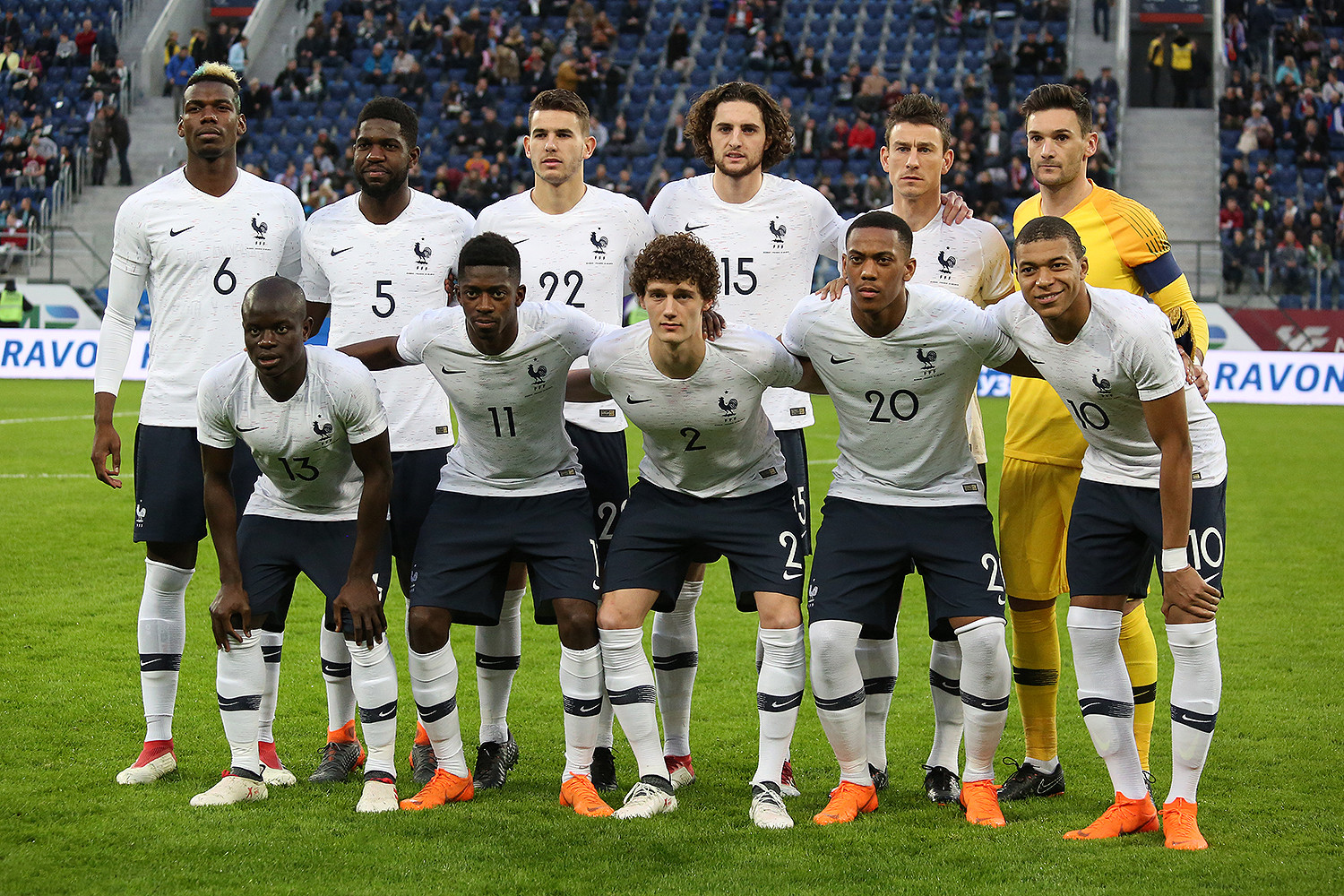
L'équipe de France en mars 2018.

Pour son entrée en compétition, la France bat difficilement l'Australie (2-1) grâce à un penalty transformé par Griezmann accordé à la suite de l'utilisation de l’assistance vidéo (une première en Coupe du Monde) et un but accordé grâce à la technologie sur la ligne de but. Les Bleus l'emportent également face au Pérou (1-0) sur un but de Kylian Mbappé qui, à 19 ans et 6 mois, devient le plus jeune buteur de l'histoire de l'équipe de France lors d'un tournoi majeur. Elle achève le premier tour par un match nul contre le Danemark (0-0), qui assure aux Bleus la première place du groupe. Lors des huitièmes de finale face à l'Argentine, les Bleus l'emportent 4-3 après être revenu au score, grâce notamment à un doublé de Mbappé et une demi volée d'anthologie de Benjamin Pavard (élu par la suite plus beau but de la compétition). Ils confirment ensuite leur montée en puissance dans la compétition par un quart de finale maîtrisé face à l'Uruguay en remportant le match 2-0. Les Bleus accèdent ainsi aux demi-finales de la Coupe du monde pour la sixième fois de leur histoire. 
Le 10 juillet, l'équipe de France remporte la demi-finale au cours d'un match serré (1-0) face à la Belgique, grâce à un but de Samuel Umtiti. La France dispute sa troisième finale de Coupe du monde après 1998 et 2006.
Le 15 juillet 2018, à Moscou, les Bleus sortent victorieux de la finale face à la Croatie (4-2) grâce à un pénalty marqué par Antoine Griezmann et deux autres buts marqués respectivement par Paul Pogba et Kylian Mbappé (le premier but en faveur de l'équipe de France est un but contre son camp du joueur croate Mario Mandžukić lors d'un coup franc tiré par Griezmann), la France remporte ainsi sa deuxième Coupe du monde, 20 ans après celle de 1998. Kylian Mbappé est désigné meilleur jeune joueur à l'issue de la compétition tandis qu'Antoine Griezmann est désigné troisième meilleur joueur du tournoi.

#### Déception à l'Euro, première victoire en Ligue des nations et qualification pour le Mondial 2022
Pour la première édition de la Ligue des nations de l’UEFA, les Bleus sont placés dans le groupe 1 de la Ligue A en compagnie de l'Allemagne et des Pays-Bas. La compétition commence avec un match nul 0-0 face à la Mannschaft à Munich, suivie d'une victoire 2-1 face aux Pays-Bas à domicile. La phase retour s'est avérée plus compliquée : une victoire 2-1 face à la Mannschaft au Stade de France a permis aux Bleus de conserver la première place mais une défaite inattendue 0-2 face aux Pays-Bas à l'extérieur (alors qu'un match nul aurait suffi) prive l'Équipe de France de participer au Final Four de cette première édition. C'est la première défaite de l'Équipe de France depuis son match amical face à la Colombie en mars 2018. La France termine ainsi à la 6e place de cette première édition de Ligue des nations.
Lors du tirage au sort des éliminatoires de l'Euro 2020 en mars 2019, la France hérite dans le groupe H de l'Islande, de la Turquie, de l'Albanie, de la Moldavie (un adversaire inédit pour les Bleus) et d'Andorre. Les joueurs de Didier Deschamps entrent bien dans la compétition, en battant la Moldavie à l'extérieur (4-1), puis en s'imposant face à l'Islande (4-0). Ils subissent en revanche leur premier revers avec une défaite en Turquie (0-2). Les Bleus gagnent ensuite leurs 4 matchs suivants, avant de faire match nul (1-1) face à la Turquie au Stade de France. Le 17 novembre 2019, après un ultime match remporté en Albanie (2-0), la France termine donc sa campagne de qualification avec huit victoires, un nul et une défaite ; ils sont premiers de leur groupe de qualification, devant la Turquie. Malgré cette première place, ils terminent seulement septième meilleur premier de groupe et ne sont donc pas tête de série pour le tirage au sort de l'Euro 2020.

Kylian Mbappé en action durant un match à huis clos contre l'Ukraine en mars 2021.

La France tombe dans un groupe F très relevé avec l'Allemagne, le Portugal, tenant du titre, et la Hongrie. En raison de la pandémie de Covid-19, le championnat d'Europe est repoussé à l'été 2021.
À défaut de jouer l'Euro, les Bleus entament la seconde édition de la Ligue des nations, où ils retrouvent la Croatie, le Portugal et la Suède. Malgré l'absence de supporters en raison de la pandémie, les champions du monde réalisent un quasi sans faute lors des rassemblements de septembre, octobre et novembre 2020, durant lesquels ils s'assurent la première place du groupe après cinq victoires contre ses trois adversaires et seulement un match nul. Les Bleus se qualifient ainsi pour la première phase finale de Ligue des nations de leur histoire, qui se déroulera en octobre 2021.
Durant l'Euro 2020, les Bleus abordent la compétition avec confiance, avec l'étiquette de favorite, renforcée par le retour de Karim Benzema en sélection, après presque 6 années d'absences. La préparation se déroule sans accroc avec deux victoires 3-0 contre le pays de Galles et la Bulgarie.

Lucas Hernandez, seul joueur décisif lors de la courte et unique victoire des Bleus à l'Euro 2020.

Malgré la confiance, les Bleus vont réaliser un parcours décevant lors de cet Euro. Ils réussissent tout d'abord leur entrée dans la compétition, avec une victoire 1-0 face à l'Allemagne à Munich, le 15 juin, grâce à un but contre son camp de Mats Hummels qui reprend accidentellement un centre de Lucas Hernandez.
C'est quatre jours plus tard que l'équipe de France subit sa première contre-performance, avec un match nul (1-1) difficilement obtenu contre la Hongrie à Budapest. Les Bleus clôturent ensuite leur premier tour par un nouveau match nul (2-2) face au Portugal, à l’issue d'une rencontre animée.
Malgré les difficultés rencontrées lors du premier tour, l'équipe de France termine première du Groupe F avec 5 points, devant l'Allemagne et le Portugal. Les champions du monde en titre sont donc alors en position de favoris pour le huitième de finale, où ils rencontrent le 3e du Groupe A, la Suisse.
Le 28 juin, au terme d'un match fou, les Bleus se font sortir de la compétition à la surprise générale. Ils s'inclinent aux tirs au but (3-34-5 t.a.b), après un match nul 3-3, qui avait pourtant vu la France, ayant encaissé le premier but de la partie mais maintenu au contact de son adversaire grâce à un arrêt crucial d'Hugo Lloris sur le penalty de Ricardo Rodríguez en début de 2e période, refaire ensuite son retard puis passer devant son adversaire et mener 3-1 à dix minutes du terme grâce à un doublé de Karim Benzema et une superbe frappe enveloppée de Paul Pogba. Alors que la séance de tir au but voit l'ensemble des joueurs suisses et français réussir leurs tirs, Kylian Mbappé s'avance comme cinquième et dernier tireur et voit sa tentative repoussée par le gardien suisse Yann Sommer, qui acte l'élimination des Bleus.
L'équipe de France, décevante, sort tout de même de la compétition en étant invaincue. Le secteur défensif des Bleus est notamment ciblé à la suite de cette élimination. De son côté, l'animation offensive a été plus satisfaisante, bien que le trio d'attaque Griezmann-Benzema-Mbappé n'ait donné sa pleine mesure que par intermittence. Karim Benzema termine meilleur buteur pour la France et deuxième meilleur buteur de la compétition avec 4 buts.
Au lendemain de l'Euro, les Bleus abordent la suite des éliminatoires de la Coupe du monde, où ils sont confrontés à l'Ukraine, à la Bosnie-Herzégovine, à la Finlande et au Kazakhstan. Avec trois victoires pour autant de matchs nuls, les champions du monde ne se rassurent pas, mais restent premiers de leur groupe.
En octobre, la France retrouve la Ligue des nations, pour participer à la phase finale dont elle s'était qualifié près d'un an plus tôt. Les Français retrouvent la Belgique en demi-finale, plus de trois ans après la demi-finale de la Coupe du monde 2018. À la mi-temps, le match semble acquis pour les Belges qui dominent et mènent 2-0. Cependant, le retour des vestiaires marque le sursaut d'orgueil des Bleus qui partent à l'assaut du but, et parviennent une incroyable remontée de trois buts par l'intermédiaire de Karim Benzema, Kylian Mbappé et Théo Hernandez (2-3). La France se qualifie ainsi pour la première finale de Ligue des nations de son histoire.
Le 10 octobre au stade San Siro, à Milan, les Français retrouvent l'Espagne en finale. Après une première mi-temps stérile, dominée dans le jeu par les Espagnols, la rencontre gagne en intensité en seconde période et Mikel Oyarzabal ouvre le score pour l'Espagne. L'avantage espagnol ne dure qu'une seule minute avant l'égalisation de Karim Benzema, auteur d'une belle frappe enveloppée (élu par la suite plus beau but du tournoi). Kylian Mbappé marque le second but français à dix minutes du terme, et donne l'avantage décisif aux Bleus (1-2). La France remporte ainsi sa première Ligue des nations, et récupère la confiance perdue lors de l'échec de l'Euro.
Le mois suivant, l'équipe de France bat le Kazakhstan 8-0 au Parc des Princes et se qualifie pour la Coupe du monde 2022, devenant ainsi sa septième phase finale consécutive depuis 1998. Cette qualification, qui intervient à un match de la fin dans le Groupe D de la zone Europe, voit Kylian Mbappé inscrire un quadruplé, devenant le premier joueur français à réaliser cet exploit depuis Just Fontaine lors de la Coupe du monde 1958. Pour conclure cette année 2021 et les qualifications dans leur poule européenne, Les Bleus remporte leur match à Helsinki, contre la Finlande (0-2), avec des buts de Karim Benzema et de Kylian Mbappé.

#### Coupe du monde 2022: si proche d'une troisième étoile
Les débuts en Ligue des nations 2022-2023 sont difficiles pour la France qui affiche un bilan en demi-teinte de 2 matchs nuls et 2 défaites lors des 4 premières journées de juin 2022. Les Bleus ont en effet été battus au Stade de France par le Danemark, une équipe qu'ils retrouveront lors de la prochaine Coupe du monde (1-2) et par la Croatie (0-1). Les Bleus ont également concédés deux matchs nuls à un but partout à l'extérieur contre les Croates et contre l'Autriche. Par conséquent, la France, provisoirement dernière de sa poule à 2 journées du terme de la compétition, est éliminée de la course au Final Four et ne peut défendre son titre. Les raisons de ce départ raté est dû à un contexte difficile, marqué par l'usure de certains cadres en raison de l'enchaînement du rythme des matchs durant l'ensemble de la saison, des choix tactiques discutables ou peu lisibles et une conjoncture extra-sportive difficile pour le sélectionneur Didier Deschamps, endeuillé par la perte de son père peu avant le début de la période internationale,.
Le mois de septembre qui suit n'est pas plus encourageant. En raison de nombreuses absences, Didier Deschamps doit composer une sélection fortement remaniée pour aborder les deux derniers matchs avant le Mondial. Les Bleus accueillent l'Autriche, avec pour objectif le maintien en Ligue A. Au terme d'un match maitrisé, les Français renouent avec la victoire (2-0) avec des buts de Kylian Mbappé et Olivier Giroud. Le dernier match du groupe sera en revanche moins réjouissant : l'équipe de France, fortement remaniée, est dominée 2-0 à Copenhague face aux Danois, futurs adversaires en Coupe du monde. Les Bleus préservent malgré tout leur maintien dans la Ligue A de la Ligue des nations pour la prochaine édition.
À l'aube de la Coupe du monde, les tenants du titre partent avec de nombreux doutes en raison de l'absence de joueurs cadres comme Paul Pogba et N'Golo Kanté. Les Bleus sont alors contraints de composer avec un milieu de terrain talentueux mais inexpérimenté avec le duo Adrien Rabiot et Aurélien Tchouaméni. De nouveaux coups durs s'ajoutent ensuite avec les forfaits de Christopher Nkunku, Presnel Kimpembe et surtout celui de Karim Benzema, Ballon d'or 2022. En plus de cette situation, le contexte sportif demeure défavorable avec des derniers résultats décevants en Ligue des nations et l'historique négatif des tenants du titre en Coupe du monde.
Tout juste rentrés dans la compétition, Les Bleus subissent deux coups durs successifs dés les premières minutes du match contre l'Australie, avec la blessure et le forfait pour le reste de la compétition de Lucas Hernandez ainsi que l'ouverture du score des Socceroos.

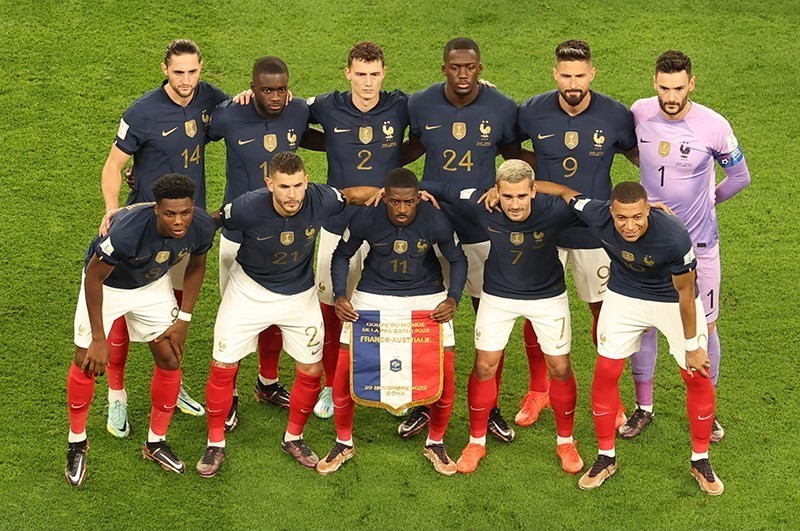
L'équipe titulaire lors du premier match de la Coupe du monde contre l'Australie à Al Wakrah, le 22 novembre 2022.

Encaissant ce premier coup, l'équipe de France se remobilise et parvient à renverser la situation avant la mi-temps avec des buts d'Adrien Rabiot et Olivier Giroud. Au retour du vestiaire, les champions du monde, beaucoup plus conquérants, parviennent à alourdir le score avec un but de Kylian Mbappé et un second but pour Giroud, qui devient co-meilleur buteur de l'histoire de l'équipe de France. Les Bleus remportent ce premier match 4 buts à 1 et lancent leur compétition dans une dynamique positive. Le 26 novembre, les partenaires d'Antoine Griezmann, rayonnant dans son replacement au milieu de terrain, obtiennent une victoire 2-1 face aux principaux adversaires de ce groupe D, le Danemark. Kylian Mbappé, auteur d'un doublé, devient alors le meilleur buteur de la compétition. Cette victoire permet la qualification directe de la France en huitième de finale, avant même le dernier match de poule et vient rompre la tendance historique récente des tenants du titre éliminés dès les phases de poules. Face à la Tunisie, Didier Deschamps prend la décision de faire tourner l'effectif et laisse au repos les titulaires. Une faible prestation des remplaçants français, permet la victoire 1-0 des Tunisiens, tout de même éliminés à l'issue de la rencontre.

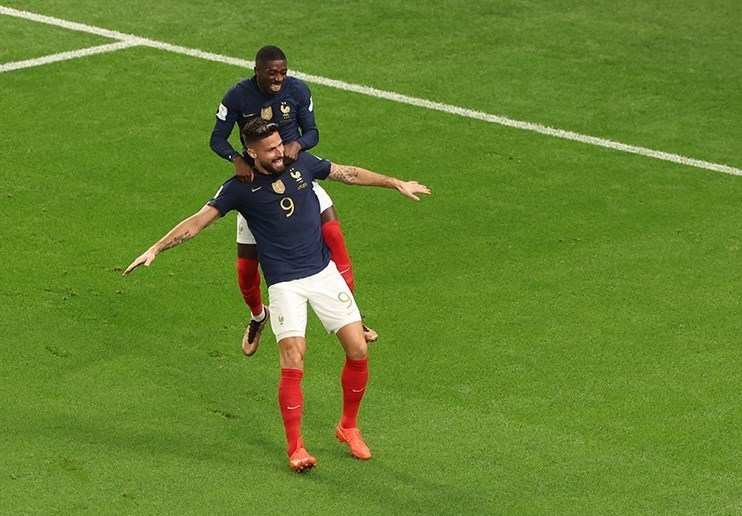
Olivier Giroud devient meilleur buteur de l'histoire de la sélection lors de cette Coupe du monde.

En huitième de finale, Les Bleus rencontrent la Pologne de Robert Lewandowski pour ce premier match à élimination directe. Après une première mi-temps difficilement remportée avec un but d'Olivier Giroud, devenant le meilleur buteur de l'histoire de l'équipe de France, la sélection tricolore revient des vestiaires avec davantage de maitrise. Le doublé de Kylian Mbappé permet aux Bleus de prendre le large et d'assurer la qualification pour les quarts de finales (victoire 3-1).
Les Français retrouvent l'Angleterre le 10 décembre, dans un match à forte tension, tant les deux équipes semblent proches. Face aux vice-champions d'Europe, Les Bleus réalisent un bon début de rencontre, récompensé par l'ouverture du score d'Aurélien Tchouaméni sur une frappe lointaine, hors de portée de Jordan Pickford. Bien que devant au score, l'équipe de France est confrontée à une forte réaction des Three Lions, dominants dès lors la rencontre. En début de seconde mi-temps, Harry Kane transforme un penalty obtenu par Bukayo Saka et permet à sa sélection de revenir dans le match. Malgré la forte pression anglaise, les Français se procurent des occasions jusqu'à un nouveau but d'Olivier Giroud, reprenant un centre millimétré d'Antoine Griezmann. Une faute grossière de Théo Hernandez dans la surface française permet aux anglais d’obtenir un nouveau penalty, cette fois-ci manqué par Harry Kane. Les Bleus résistent et obtiennent leur qualification pour la demi-finale (victoire 2-1).
En demi-finale, la France rencontre l'invité surprise, le Maroc et s'impose 2 à 0 avec les buts de Théo Hernandez et Randal Kolo Muani rentré en jeu à la 78e minute. Cette victoire permet à l'équipe de France d'atteindre la finale du tournoi pour la quatrième fois de son histoire en sept éditions, et pour la seconde fois consécutive.
En finale face à l'Argentine, l'équipe de France montre un visage fébrile durant près de 75 minutes, encaissant deux buts par l'intermédiaire de Lionel Messi sur penalty, et de Ángel Di María à la conclusion d'une contre-attaque. Le match, qui semble plié et acquis à la cause des Argentins, vire à l'irréel lorsque Kylian Mbappé marque un doublé en l'espace d'une minute, à 10 minutes du terme du temps réglementaire. En prolongations, les Argentins parviennent à reprendre l'avantage avec un second but de Messi, avant une nouvelle égalisation française grâce à un nouveau penalty de Mbappé, auteur dès lors d'un triplé. Malgré de nouvelles occasions franches dans les ultimes minutes de la finale, les deux équipes sont contraintes de se départager aux tirs-au-but (3-3). C'est finalement l'Albiceleste qui remportent la séance, profitant des tentatives manquées de Kingsley Coman et Aurélien Tchouaméni pour s'imposer (4-2). Kylian Mbappé, désormais meilleur buteur de l'histoire des finales de la Coupe du monde, termine également meilleur buteur de la compétition avec 8 buts et deuxième meilleur joueur de la compétition.
Malgré la défaite, l'équipe de France reçoit un accueil triomphal des supporters français, réunis devant l'Hôtel de Crillon à Paris. Ce douloureux échec en finale permet cependant de nourrir l'espoir à de futures épopées victorieuses des Bleus, à commencer par l'Euro 2024 en Allemagne.

### Une nouvelle ère (depuis 2023)

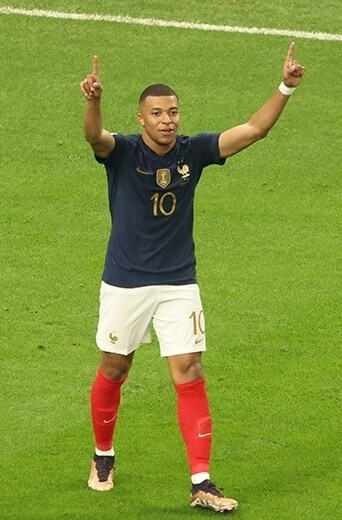
Kylian Mbappé est nommé capitaine en mars 2023.

En fin de contrat au 31 décembre 2022, Didier Deschamps prolonge son aventure à la tête de la sélection jusqu'en 2026. Au lendemain de la Coupe du monde, certains cadres comme Karim Benzema, Raphaël Varane, ainsi que les gardiens Steve Mandanda et Hugo Lloris, capitaine depuis 2010 et recordman de sélections (145), annoncent leur retraite internationale. Ces départs s'expliquent notamment par l'émergence d'une nouvelle génération talentueuse entre 2021 et 2022, avec Mike Maignan prêt à prendre la relève dans les buts, une charnière défensive Ibrahima Konaté et Dayot Upamecano, Aurélien Tchouaméni au milieu de terrain ainsi que les attaquants Randal Kolo Muani, Marcus Thuram ou encore Christopher Nkunku.
À la suite de ces bouleversements dans l'effectif, Kylian Mbappé est nommé comme nouveau capitaine de la sélection à 24 ans. Il est suppléé par Antoine Griezmann, nouveau vice-capitaine.

#### Éliminatoires de l'Euro 2024
Les Bleus, vice-champions du monde, entament en mars 2023 leur nouvel objectif, avec un groupe de qualification abordable pour l'Euro 2024, où ils retrouvent les Pays-Bas comme principal adversaire du groupe, ainsi que l'Irlande, la Grèce et Gibraltar. Enchainant les prestations solides (seulement 1 but encaissé en 6 matchs), Les Bleus obtiennent dès le mois d'octobre 2023 la qualification pour le prochain Euro, avec 6 victoires en autant de matchs, et alors qu'il reste encore deux matchs à jouer.